# Université de Lausanne
 (janvier 2024).
Pour les articles homonymes, voir UNIL (homonymie).
L'Université de Lausanne (UNIL) est une université située dans le canton de Vaud, en Suisse. L'université est la deuxième plus ancienne de Suisse et l'une des plus anciennes universités au monde à être en activité continue. Elle est répartie sur plusieurs sites, avec un campus principal dans la campagne de Dorigny à Écublens. Environ 2 300 enseignants et chercheurs ainsi que 950 collaborateurs administratifs et techniques assurent la bonne marche de l'institution qui compte plus de 17 000 étudiants provenant de plus de 86 pays.
Elle forme, avec l'École polytechnique fédérale de Lausanne (EPFL), un vaste campus au bord du Léman.

## Historique

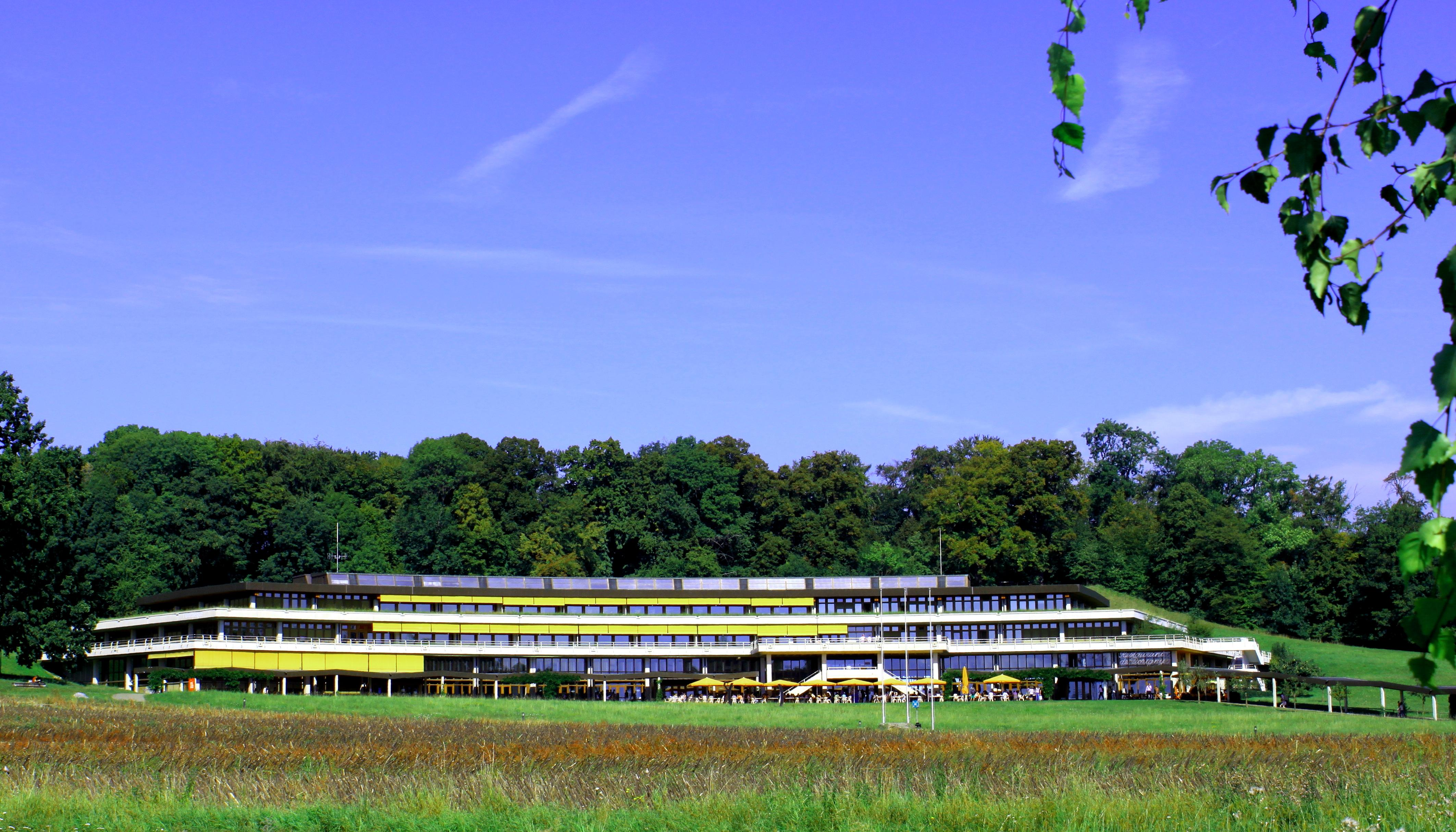
Le bâtiment Unithèque de l'université de Lausanne, qui abrite notamment un des trois sites de la bibliothèque cantonale et universitaire de Lausanne.

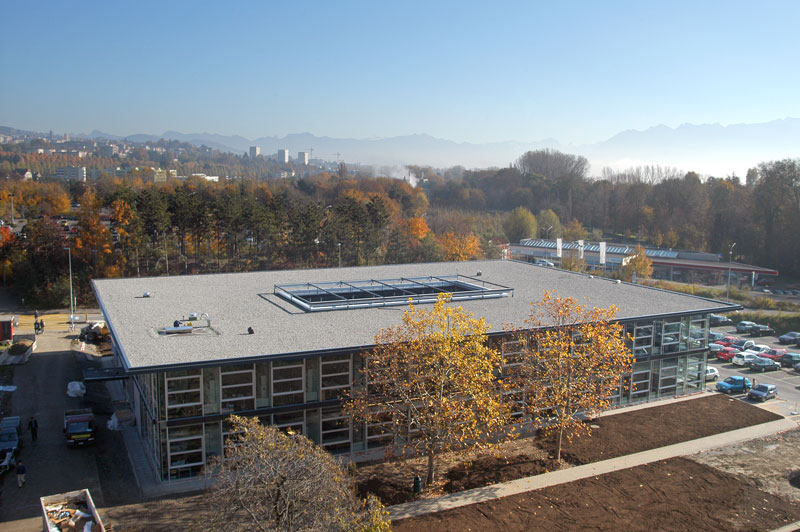
Le bâtiment Extranef, abritant notamment le centre universitaire lausannois en finance (UNIL-EPFL).

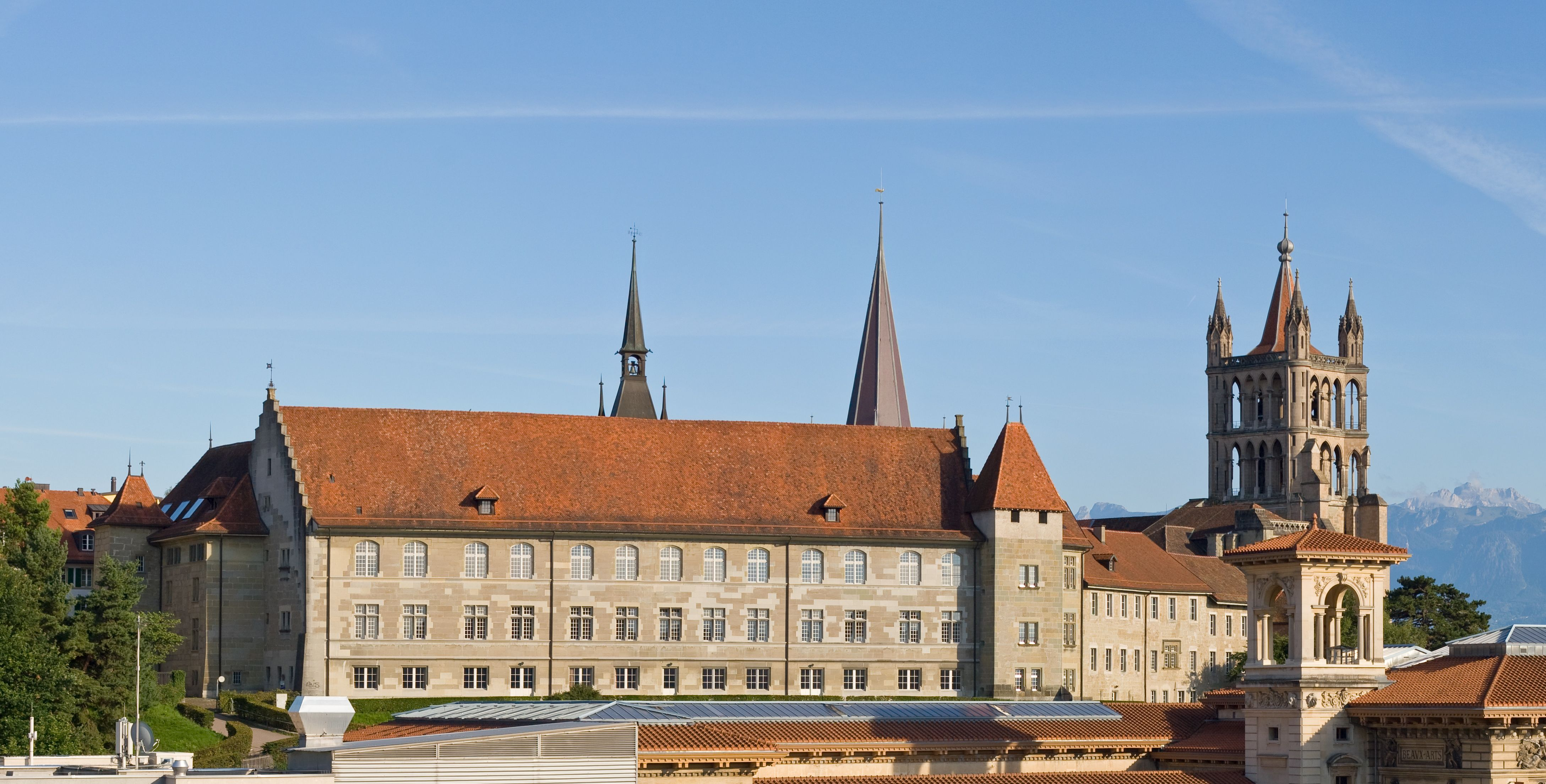
L'ancienne Académie (actuellement occupée par le Gymnase de la Cité), au centre-ville de Lausanne.

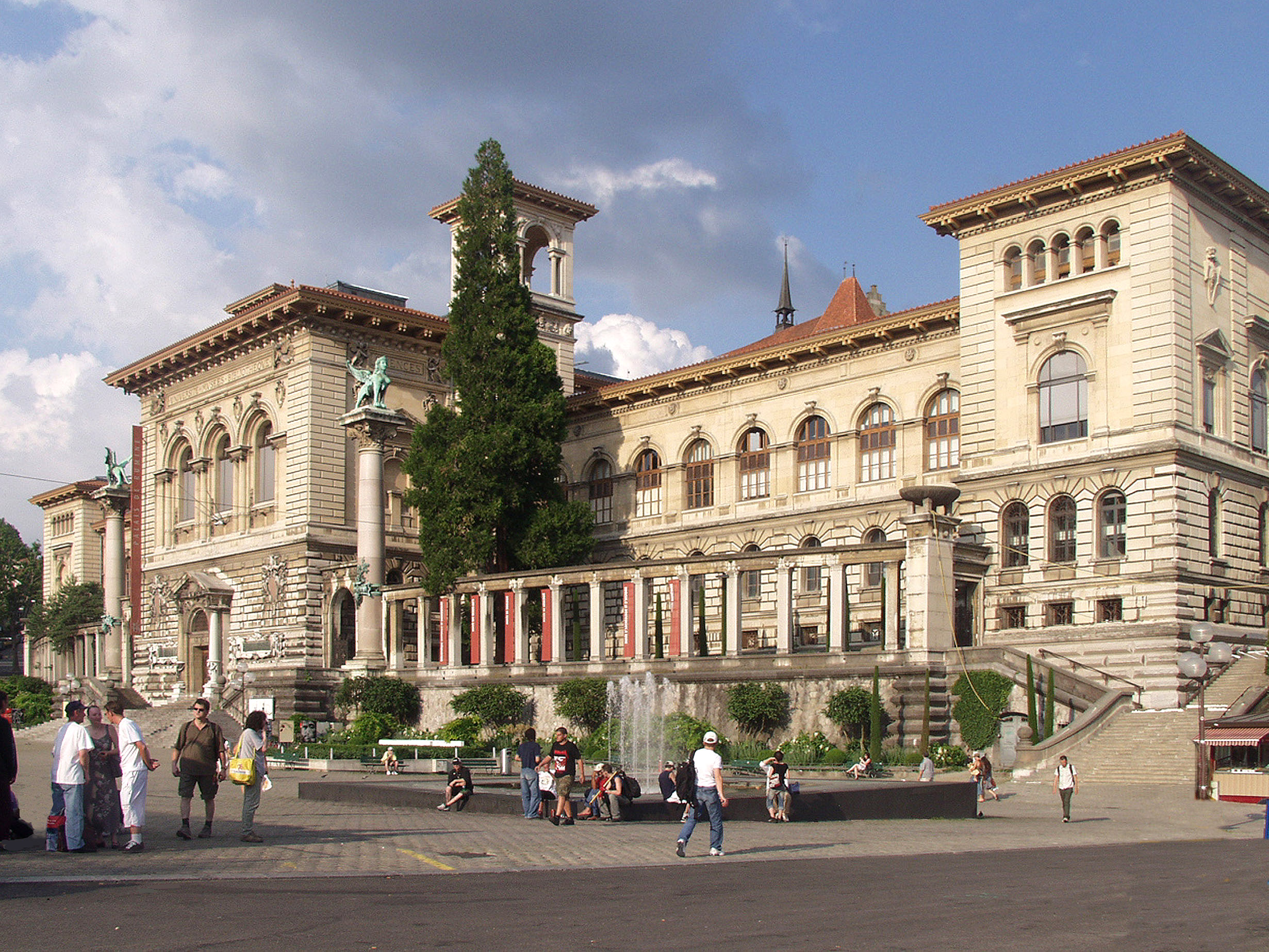
Le palais de Rumine.

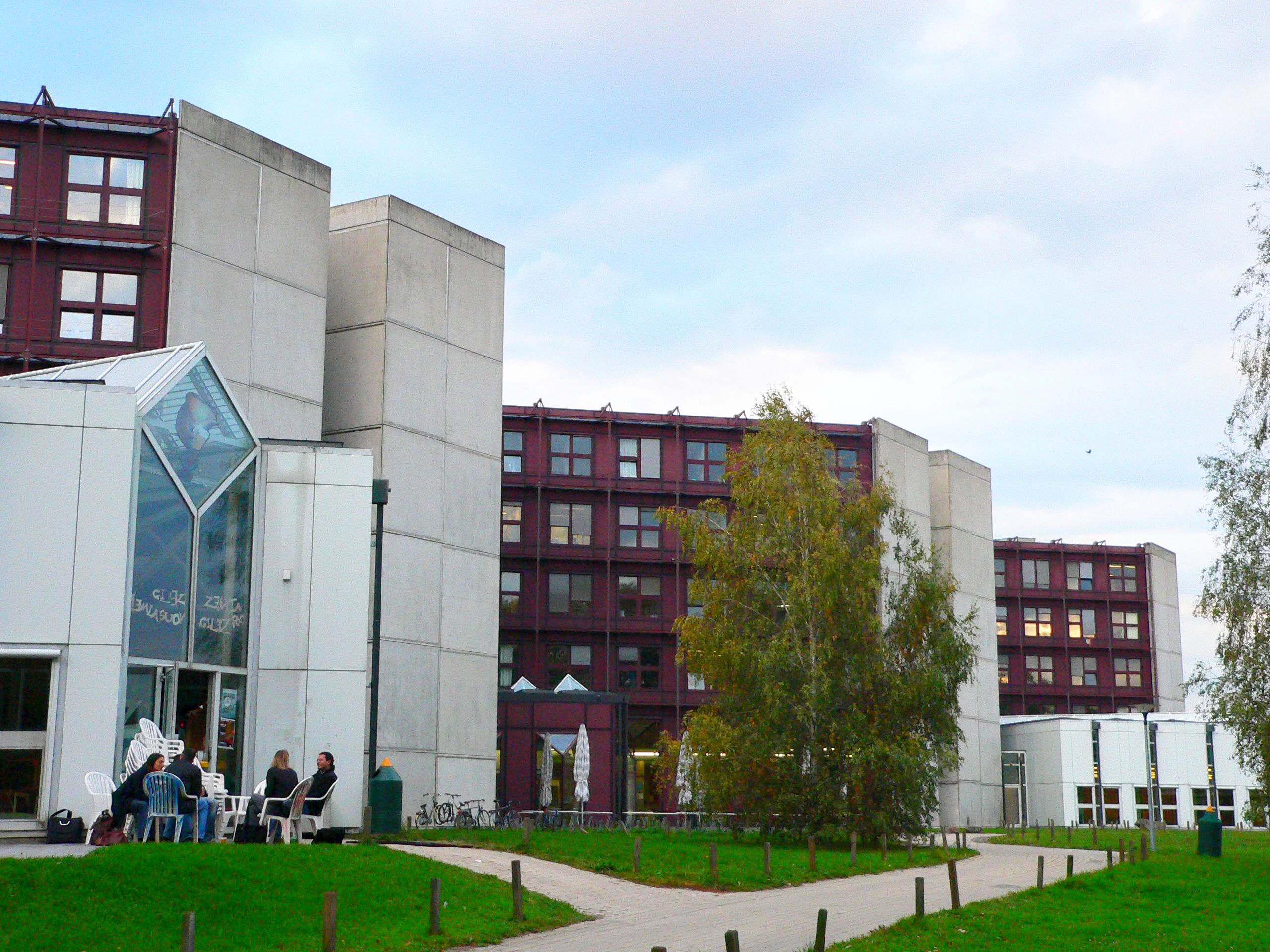
Le bâtiment Anthropole, sur le site de Dorigny.

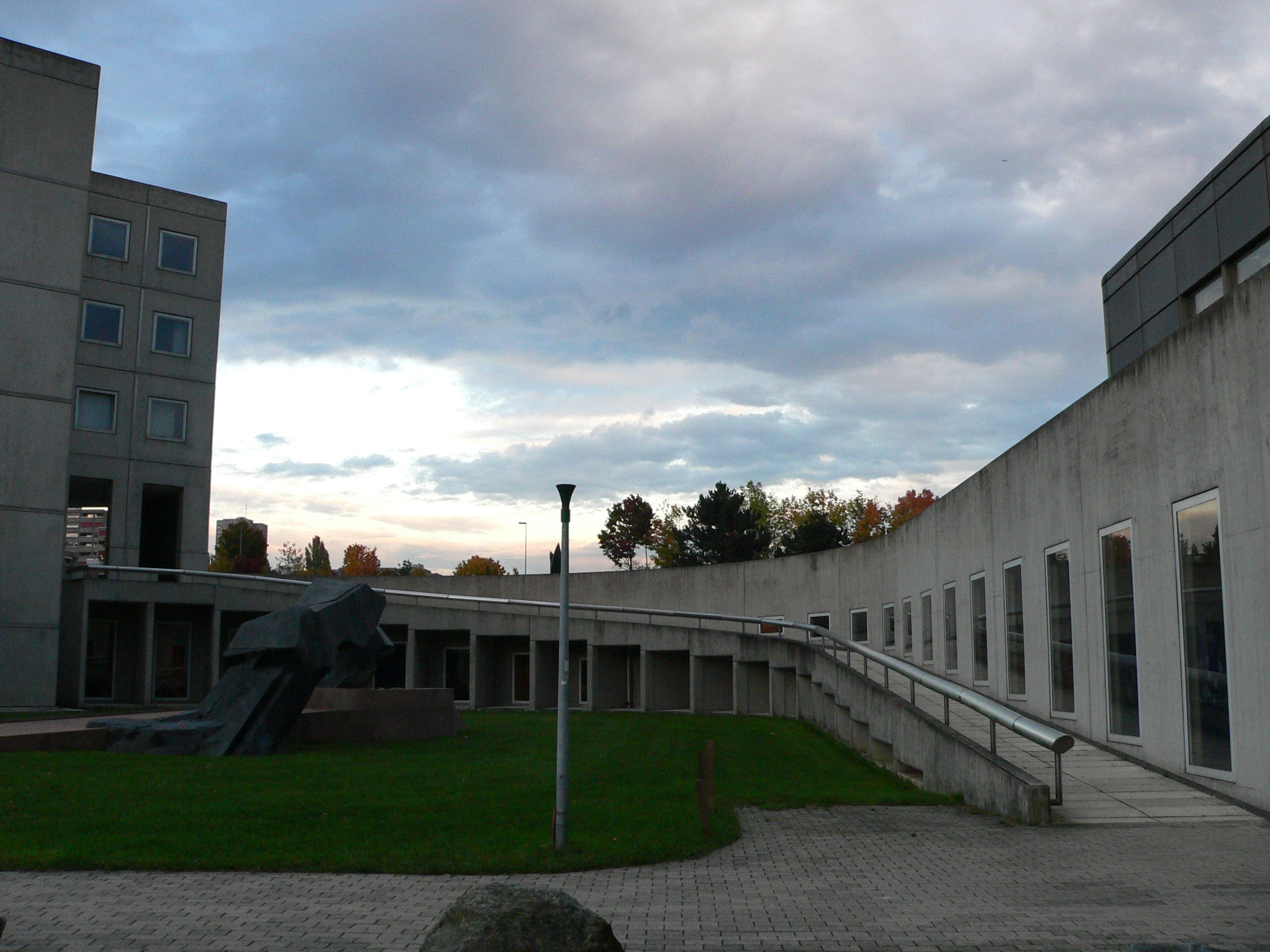
Le passage entre l'Anthropole et l'Internef.

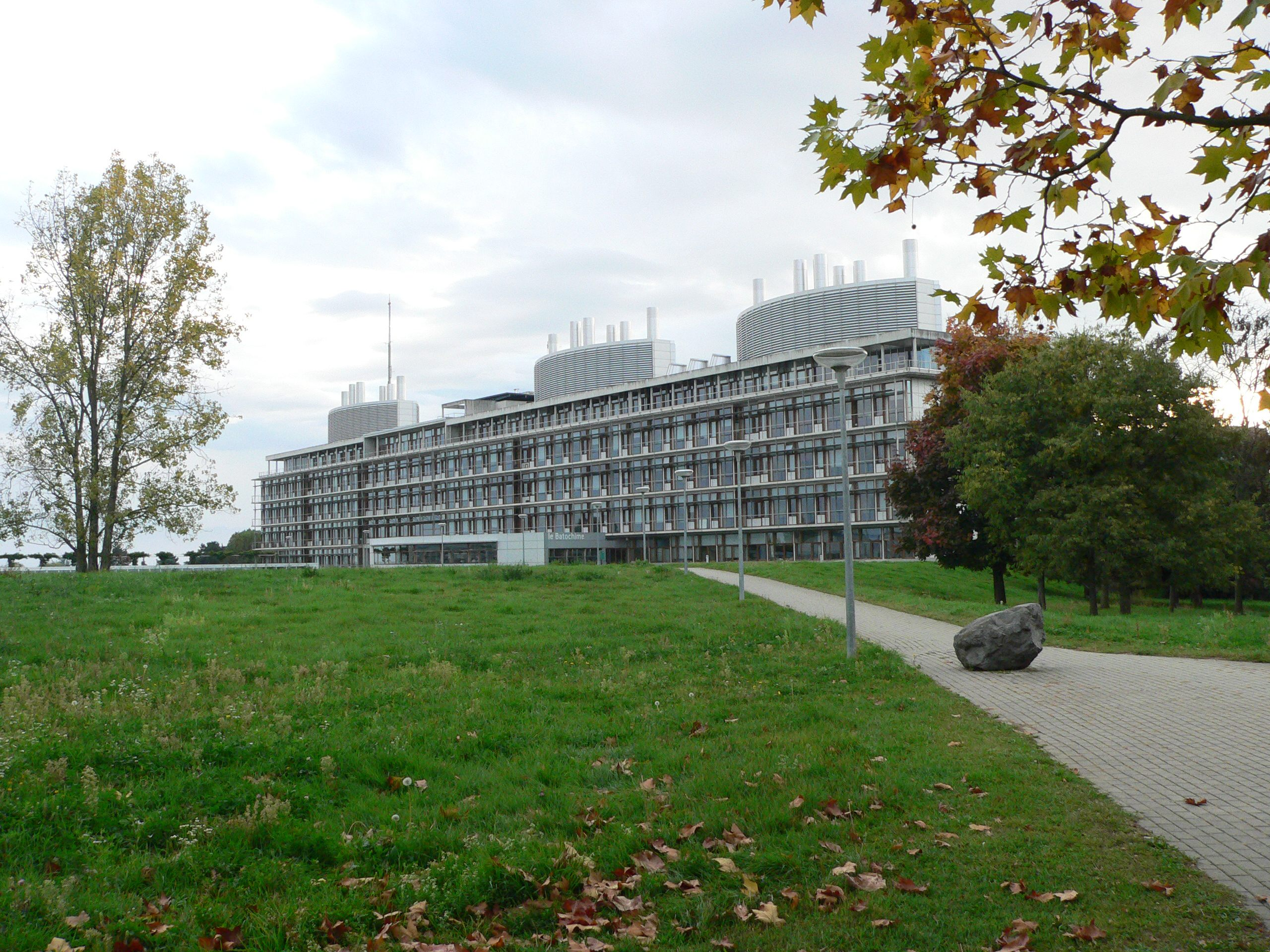
Le bâtiment Batochime héberge notamment l'école des sciences criminelles et l'Institut de police scientifique de l'UNIL.

La Schola Lausannensis est fondée en 1537 par les autorités bernoises au lendemain de la conquête du Pays de Vaud. Composée d'un collège de six classes et d'une chaire de théologie, elle avait pour but la formation de pasteurs du pays et l'instruction de la jeunesse. De 1579 à 1587, l'ancienne Académie est construite, l'université quittera le bâtiment en 1987, il sera dès lors affecté au gymnase cantonal de la Cité. En 1708, une chaire de droit et d'histoire est ouverte, suivie, en 1788, par une chaire de physique théorique et expérimentale et une chaire d'histoire, chronologie et statistique.
En 1806, le Grand Conseil vaudois vote une loi organisant l'Académie en quatorze chaires : trois de théologie, trois de lettres (voir l'historique spécifique de la faculté des Lettres), quatre de sciences, deux de droit et deux de médecine, mais en 1837, l'Académie est à nouveau profondément transformée par une nouvelle loi qui organise les enseignements en trois facultés (lettres et sciences, théologie, droit) et 17 chaires. Dès 1869, l'Académie décerne le grade de docteur.
En 1869, l'École spéciale de Lausanne (future École d'ingénieurs), fondée en 1853, est rattachée à l'Académie en qualité de faculté technique et en 1873, l'école de pharmacie est créée. Ce n'est qu'en 1890 que l'Académie de Lausanne est réorganisée et acquiert le statut d'université. En même temps la faculté technique change son nom en École d'ingénieurs de l'université de Lausanne.

### XXesiècle
Au tournant du XXe siècle et à la suite de la réorganisation, l'université de Lausanne voit son offre de formations se développer. En 1901 sont créées l'école de français moderne et l’école des sciences sociales et politiques. En 1909, Rodolphe Archibald Reiss fonde l'Institut de police scientifique : la première école de police scientifique au monde, suivie en 1911 par la faculté des hautes études commerciales. Entretemps, l'institution change de bâtiment en 1907, lorsque le palais de Rumine est inauguré.
En 1946, l'École d'ingénieurs de l'université de Lausanne est rebaptisée École polytechnique de l'Université de Lausanne (EPUL). Elle est pourtant définitivement séparée du reste de l'université en 1969, pour devenir une institution fédérale sous son nom actuel : École polytechnique fédérale de Lausanne (EPFL), rejoignant l'École polytechnique fédérale de Zurich au sein du Domaine des Écoles polytechniques de la Confédération.
Les années 1960 voient également les préparatifs du déplacement de l'université en périphérie et le début de la construction d'un nouveau campus. Ce déplacement s'explique par les besoins en infrastructure en nette progression : le centre de Lausanne ne permettait pas de s'équiper de suffisamment réfectoires, classes et logements pour les étudiants. En septembre 1963, le Grand Conseil vaudois décide donc d'acheter la propriété de Dorigny pour 22 millions de francs, spécialement pour la construction de l'UNIL. Le premier bâtiment du nouveau campus, le collège propédeutique (bâtiment désormais nommé Amphipôle) est inauguré en 1970 et l'université commence son déplacement sur le site de Dorigny.
De nouveaux bâtiments sont construits à Dorigny : un bâtiment pour les sciences physiques (en 1973, actuellement nommé Cubotron), une salle omnisports (1980), un bâtiment pour la faculté des sciences humaines (en 1977, désormais nommé Internef), l'Institut suisse de droit comparé (ISDC) (1981), un bâtiment pour le rectorat et l'administration (1981, aujourd'hui nommé Unicentre), un bâtiment pour la bibliothèque universitaire centrale et des restaurants (1982, actuellement nommé Unithèque), un bâtiment de biologie (1983, portant désormais le nom Biophore), un deuxième bâtiment pour la faculté des sciences humaines (en 1987, désormais nommé Anthropole), un bâtiment pour l'École de pharmacie (1991, baptisé Génopode), une seconde salle omnisports (1993), le bâtiment de l'École de chimie (1994, Batochime), et la bibliothèque Édouard Fleuret (2000).

### XXIesiècle
(décembre 2017).
Un bâtiment comprenant de grands auditoires (2004, Amphimax) et un bâtiment supplémentaire pour la faculté des hautes études commerciales (2006, Extranef) sont construits sur le campus[source secondaire souhaitée].
En 2001, l'université de Lausanne signe avec l'université de Genève et l'EPFL de la convention Sciences - Vie - Société, qui comprend des regroupements d'activités et de recherche entre les institutions dans le but de créer une dynamique scientifique commune. L'école de pharmacie est transférée à l'Université de Genève pour devenir l'école de pharmacie Genève-Lausanne, alors que la chimie, les mathématiques et la physique ont été reprises par l'école polytechnique fédérale de Lausanne.
En 2005, l'Université de Lausanne (UNIL) adopte un nouveau logo et change les noms des bâtiments[source secondaire souhaitée].
Depuis la rentrée 2005, l'université a rejoint l'espace européen de l'enseignement supérieur par le passage de toutes les facultés au processus de Bologne, les nouveaux grades universitaires sont donc baccalauréat universitaire (bachelor), maîtrise universitaire (master), maîtrise d'études avancées et doctorat.
Depuis 2006, dans le cadre du collège des sciences et du collège des humanités, les enseignements en sciences de bases (chimie, physique, mathématiques) sont données aux étudiants de l'UNIL par des professeurs de l'EPFL et l'université assure aux étudiants de l'EPFL un programme d'enseignement en sciences humaines et sociales.
Depuis 2009, les services de formation continue de l'université de Lausanne et de l'école polytechnique fédérale de Lausanne sont regroupés au sein de la fondation pour la formation continue universitaire lausannoise UNIL-EPFL.
Dès le 1er janvier 2011, la branche lausannoise de l'Institut Ludwig pour la recherche sur le cancer est intégrée à l'UNIL et devient le « centre Ludwig de l'université de Lausanne pour la recherche sur le cancer »[source insuffisante],[source insuffisante]. La même année, l'université de Lausanne lance ALUMNIL, le réseau des diplômés de l'université,[source insuffisante].
En janvier 2012, l'université de Lausanne et l'Institut de hautes études en administration publique (IDHEAP) annoncent que ce dernier prévoit d'intégrer l'UNIL[source secondaire souhaitée], ce qui sera réalisé en janvier 2014. En septembre, le bâtiment du centre de sport et santé (CSS) est inauguré. Le même mois, le déménagement des 320 collaborateurs de la faculté des géosciences et de l'environnement et des 460 collaborateurs de la faculté des sciences sociales et politiques dans le nouveau bâtiment Géopolis débute ; l'inauguration officielle a eu lieu au début du semestre d'automne 2013.
En 2013, l'UNIL propose quinze cursus de bachelor et trente et un de master, dont quatorze sont conjoints avec d'autres universités ou institutions d'enseignement supérieur.
Le 25 juin 2015, le conseil de l'université de Lausanne élit la première rectrice de l'institution, Nouria Hernandez. Sa nomination a été confirmée par le Conseil d'État en août 2015. Professeure et biologiste, elle prend ses fonctions le 1er août 2016. Elle ne se représente pas pour un deuxième mandat. À partir d'août 2021, le recteur est Frédéric Herman, dont la nomination a été approuvée par le Conseil d'État en novembre 2020. En novembre 2024, il annonce qu'il ne se représentera pas pour un deuxième mandat.
L'université de Lausanne est aussi un centre de recherche, grâce aux projets réalisés par plus de 125 équipes pour plus de 100 millions de francs suisses par année[source secondaire souhaitée].
En 2024, le budget annuel s'élève à 736 millions de francs, ce qui constitue un record pour l'institution avant l'annonce d'une coupe budgétaire de la confédération prévu pour 2027.
Le 26 juin 2025, Christophe Champod, professeur ordinaire et directeur de l’École des sciences criminelles, est élu par le Conseil de l'Université pour être le prochain recteur de l'institution. Si cette nomination est acceptée par le Conseil d'État du canton de Vaud, il deviendra recteur dès le 1er août 2026.

## Composantes
L'université de Lausanne est composée de sept facultés :
- Faculté de théologie et de sciences des religions (FTSR) ;
- Faculté de droit, des sciences criminelles et d'administration publique (FDCA) ;
  - Institut de hautes études en administration publique (IDHEAP)
- Faculté des lettres ;
- Faculté des sciences sociales et politiques (SSP), avec ses quatre filières de formation : science politique, sciences sociales, psychologie et sciences du sport et de l'éducation physique ;
- Faculté des hautes études commerciales (HEC) ;
- Faculté de biologie et de médecine (FBM), à laquelle est rattachée le CHUV ;
- Faculté des géosciences et de l'environnement (FGSE).

## Enseignement et recherche

### Formations
Avant 2005, les grades universitaires étaient la licence, le diplôme d'études approfondies (DEA) et le doctorat. Depuis la rentrée 2005, l'université a rejoint l'espace européen de l'enseignement supérieur par le passage de toutes les facultés au processus de Bologne, les nouveaux grades universitaires sont donc baccalauréat universitaire (bachelor), maîtrise universitaire (master) et doctorat.
Évolution du nombre d'étudiants,, :

#### Formation continue
L'université de Lausanne délivre également des certificats de formation continue (CAS), des diplômes de formation continue (DAS) et des maîtrises d'études avancées (MAS).
La Formation Continue UNIL-EPFL est une fondation qui existe depuis 2009. Elle regroupe les services de formation continue de l'UNIL (université de Lausanne) et de l'EPFL (école polytechnique fédérale de Lausanne) qui ont été regroupés en une seule entité pour davantage de synergies[source secondaire souhaitée].

### Partenariats locaux

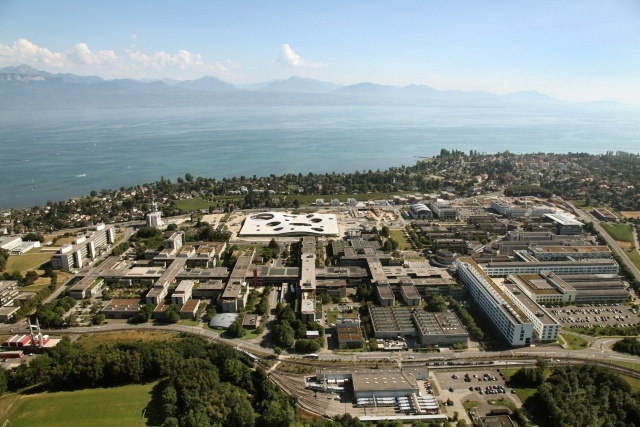
Vue aérienne (2009) de l'École polytechnique fédérale de Lausanne (EPFL), qui forme avec l'Université de Lausanne (UNIL) un vaste campus à proximité du lac Léman.

- École polytechnique fédérale de Lausanne (EPFL)
- Université de Genève (UNIGE)
- Université de Neuchâtel (UNINE)

La fin du XXe siècle est témoin d'un important projet de coopération et de développement entre les universités de Lausanne, Genève, Neuchâtel et l'EPFL. En 2003, deux nouvelles facultés naissent d'une volonté de se centrer sur l'homme et le vivant : la faculté de biologie et médecine et celle des géosciences et de l'environnement.

### Recherche
L'université de Lausanne compte plus de 140 unités d'enseignement et de recherche œuvrant dans des domaines aussi divers que la génomique, l'esthétique du cinéma, le droit de l'environnement ou la criminalistique.

### Scientométrie
Le Times Higher Education a classé l'université de Lausanne :
| Année | En Suisse | En Europe | Dans le monde |
| ----- | --------- | --------- | ------------- |
| 2005  | 6e        | -         | 133e          |
| 2006  | 5e        | -         | 89e           |
| 2007  | 7e        | 93e       | 217e          |
| 2008  | 6e        | 64e       | 161e          |
| 2009  | 6e        | -         | 168e          |
| 2011  | 6e        | 44e       | 136e          |
| 2012  | 6e        | 41e       | 116e          |
| 2013  | 4e        | -         | 130e          |
| 2014  | 6e        | -         | 132e          |
| 2015  | 7e        | -         | 136e          |
| 2016  | 7e        | 69e       | 144e          |
| 2017  | 7e        | 68e       | 151e          |
| 2024  | 6e        | -         | 143e          |

Le Classement académique des universités mondiales par l'université Jiao Tong de Shanghai (ARWU) a classé l'université de Lausanne :
| Année | En Suisse | En Europe   | Dans le monde |
| ----- | --------- | ----------- | ------------- |
| 2003  | -         | -           | 301e - 400e   |
| 2004  | -         | -           | 302e - 403e   |
| 2005  | 7e        | 124e - 168e | 301e - 400e   |
| 2006  | 7e        | 79e - 122e  | 201e - 300e   |
| 2007  | 7e        | 81e - 123e  | 203e - 304e   |
| 2008  | 7e        | 80e - 124e  | 201e - 302e   |
| 2009  | 7e        | 80e - 125e  | 201e - 302e   |
| 2010  | 7e        | 75e - 123e  | 201e - 300e   |
| 2011  | 7e        | -           | 201e - 300e   |
| 2012  | 7e        | -           | 201e - 300e   |
| 2013  | 7e        | -           | 201e - 300e   |
| 2014  | 6e - 7e   | -           | 151e - 200e   |
| 2015  | 7e        | -           | 201e - 300e   |
| 2016  | 7e        |             | 201e - 300e   |
| 2023  | -         | -           | 101e-150e     |
| 2024  | 7e        |             | 101e-150e     |

Le Leiden Ranking de l'université de Leyde en fonction de la proportion de publications dans les dix meilleurs pour cent en matière d'impact dans leur domaine :
| Années    | En Suisse | En Europe | Dans le monde |
| --------- | --------- | --------- | ------------- |
| 2006-2009 | 3e        | 7e        | 42e           |
| 2007-2010 | 2e        | 6e        | 38e           |
| 2008-2011 | 2e        | 5e        | 37e           |
| 2009-2012 | 3e        | 9e        | 43e           |
| 2010-2013 | 3e        | 7e        | 39e           |
| 2011-2014 | 5e        | 20e       | 59e           |
| 2019-2022 | 7e        | 98e       | 333e          |

En 2016, le master en finance de la faculté des hautes études commerciales (HEC) est classé à la 21e place au niveau mondial dans le ranking du Financial Times.
En 2016 et pour la 4e année consécutive, son master en comptabilité, contrôle et finance remporte la 1re place dans le classement Eduniversal.
Dans le classement de Shanghai, la faculté des HEC figure également en 2015 à la 1re position au niveau suisse et à la 6e position au niveau européen pour la qualité de ses publications scientifiques. Elle a également reçu les accréditations AMBA et EQUIS pour la qualité de ses programmes, de sa recherche et de son enseignement.

## Instituts et fondations associés
- Biopôle
- Centre du droit de l'entreprise (CEDIDAC)

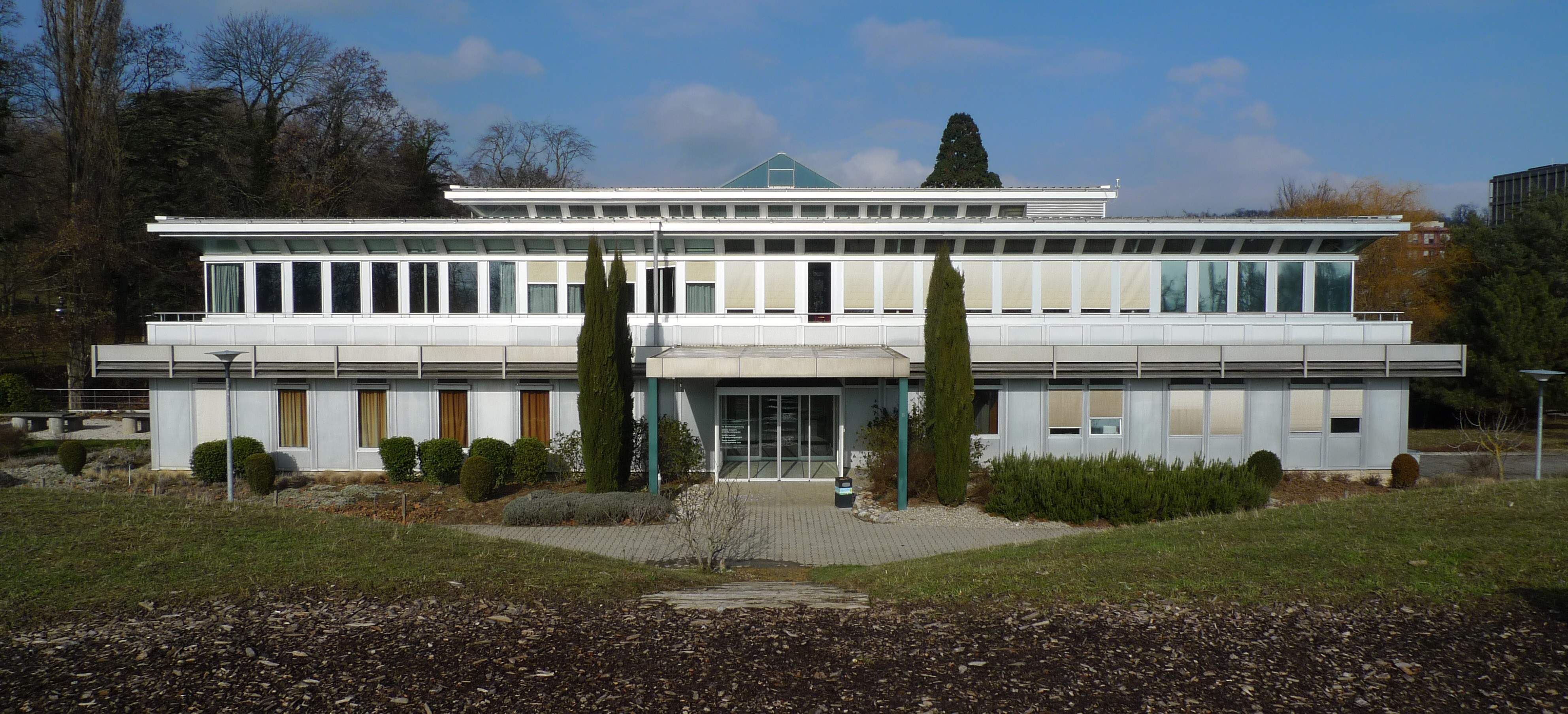
L'Institut suisse de droit comparé, situé sur le campus de l'UNIL.

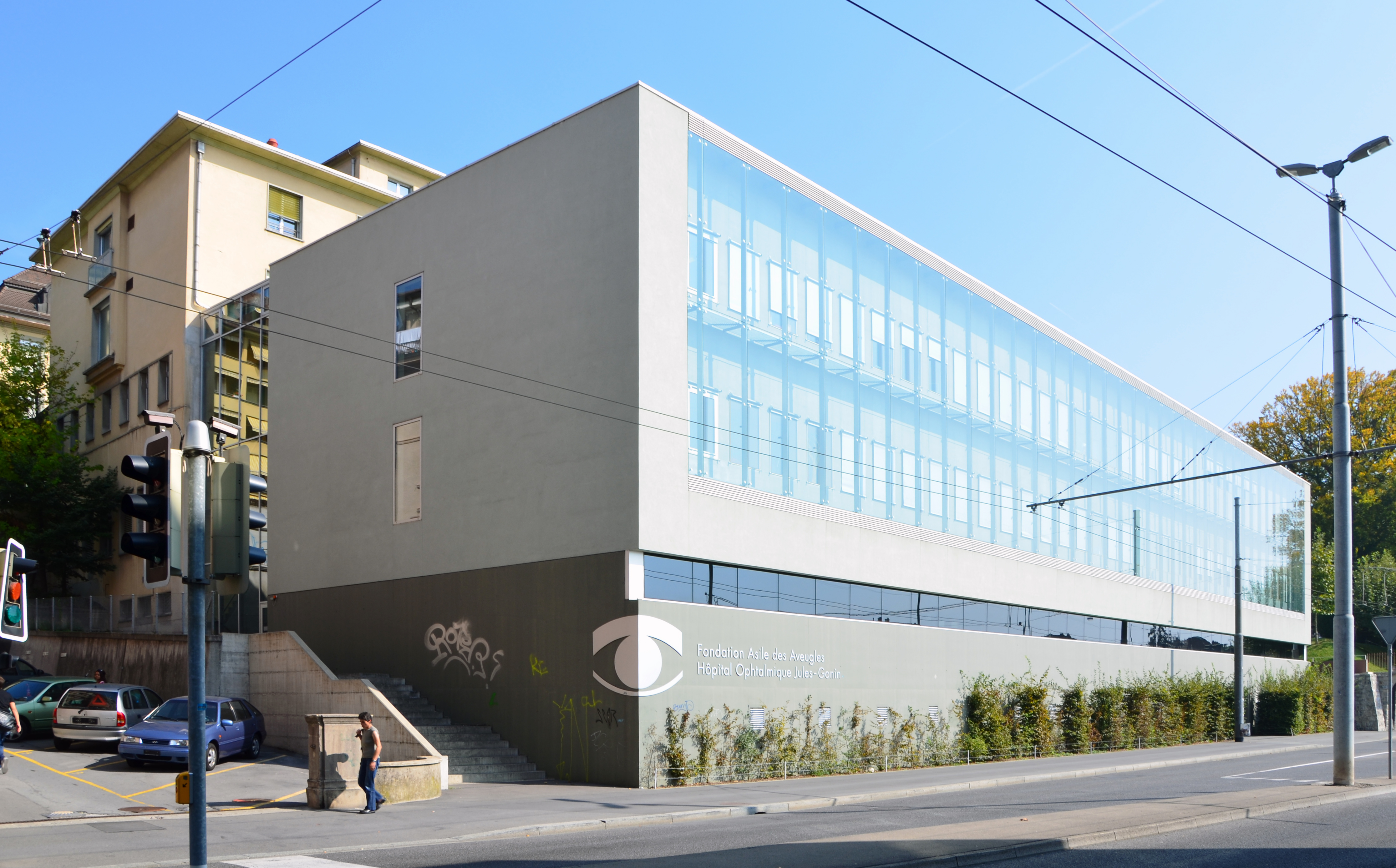
L'Hôpital ophtalmique Jules-Gonin.

- Centre de compétences suisse en sciences sociales (FORS)
- Centre d'imagerie biomédicale (CIBM)
- Centre de l’OMS de recherches et de formation en immunologie
- Centre hospitalier universitaire vaudois (CHUV)
- Centre lémanique de calcul à haute performance (CADMOS)
- Centre universitaire de médecine générale et santé publique (Unisanté)
- Centre universitaire romand de médecine légale (CURML)
- École suisse d'archéologie en Grèce (ESAG)
- Fondation Edouard Fleuret (FEF)
- Fondation Jean Monnet pour l'Europe
- Fondation universitaire Kurt Bösch (IUKB)
- Hôpital ophtalmique Jules-Gonin
- Institut Ludwig pour la recherche sur le cancer (LICR)
- Institut romand des sciences bibliques (IRSB)
- Institut suisse de bioinformatique (ISB)
- Institut suisse de droit comparé (ISDC)
- International Institute for Management Development (IMD)
- Laboratoire suisse d'analyse du dopage (LAD)
- Maison de la Rivière

## Sites

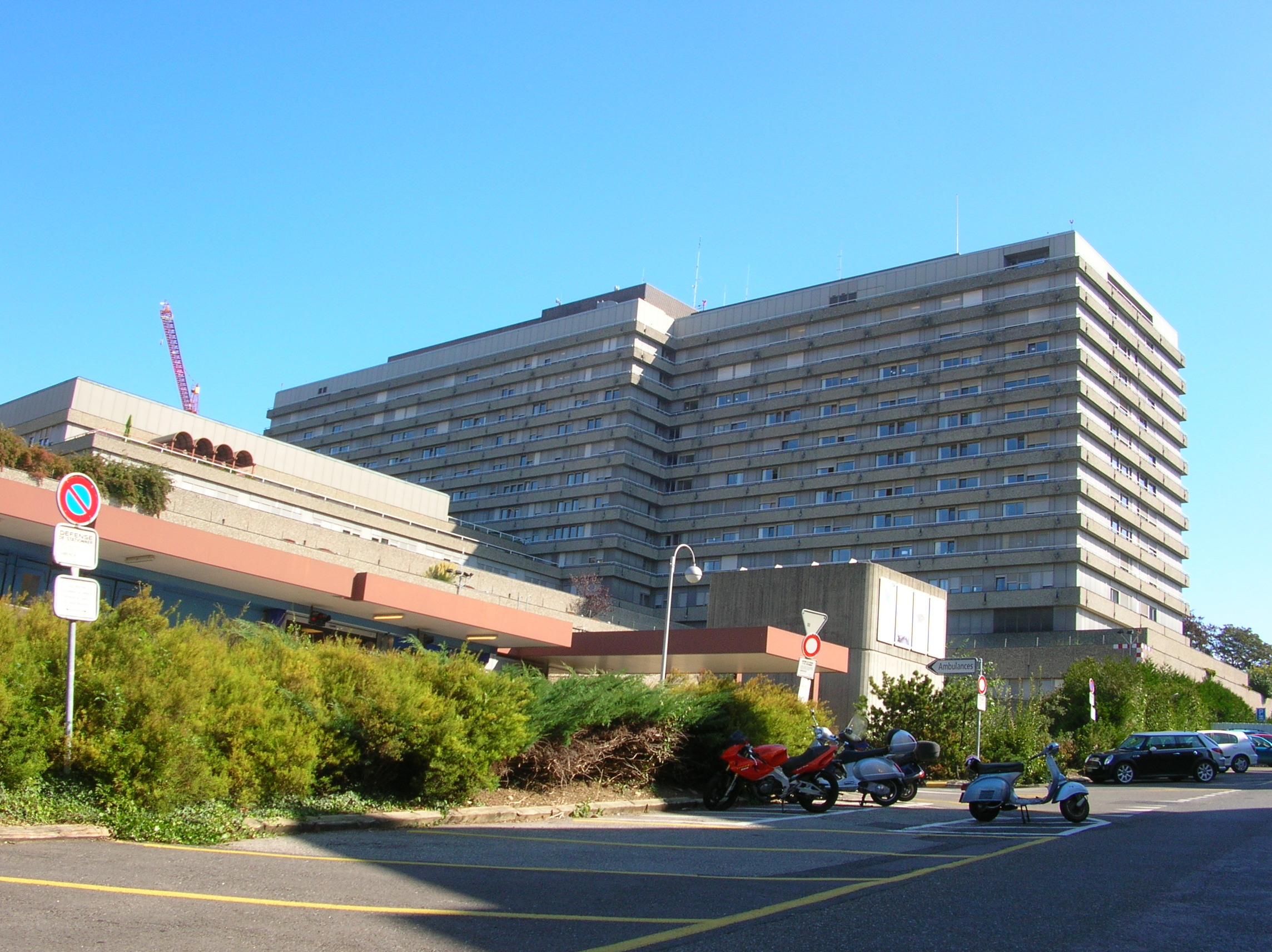
Le bâtiment hospitalier principal du centre hospitalier universitaire vaudois (CHUV).

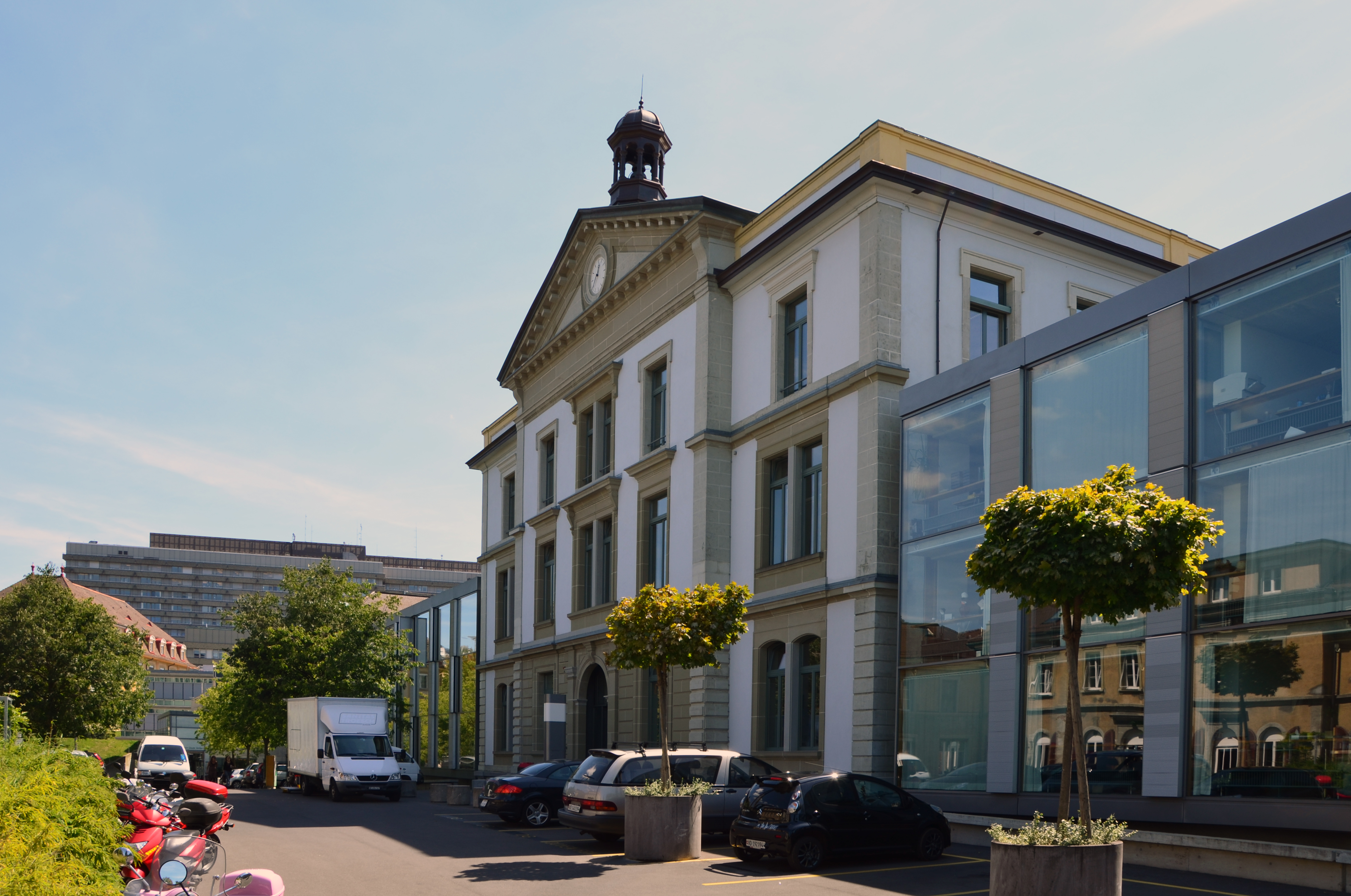
Le Bugnon 21, siège du Décanat de la faculté de biologie et de médecine de l'UNIL et de la direction générale du CHUV.

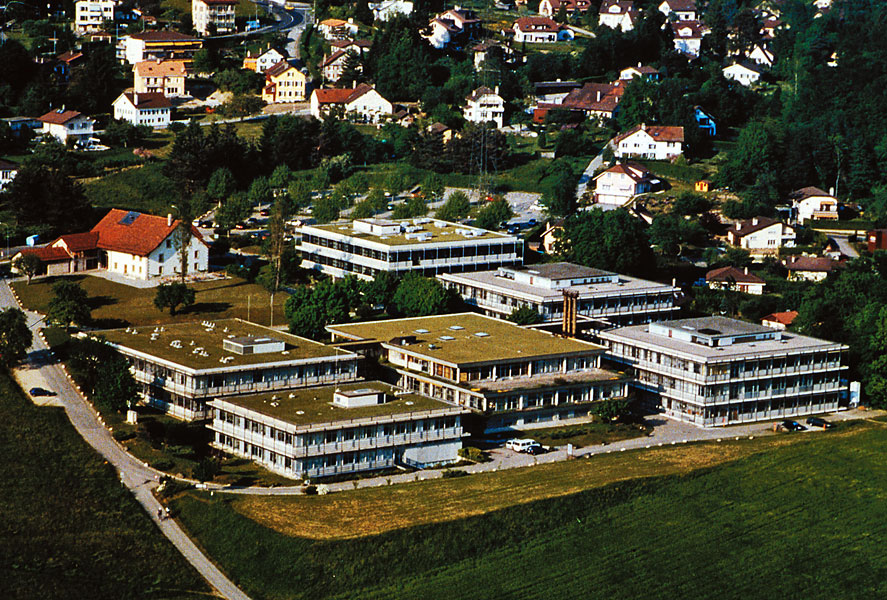
Le site d'Épalinges : le centre d'immunité et infection Lausanne (CIIL), UNIL-CHUV, comprend notamment le département d'immunobiologie (UNIL), centre de l’OMS de recherches et de formation en immunologie et le centre Ludwig de l'Université de Lausanne pour la recherche sur le cancer.

Cette université pluriséculaire avait tout d'abord établi ses quartiers en plein cœur de Lausanne, dans le quartier médiéval de la cité, mais le manque de place a contraint les autorités cantonales à choisir un site plus grand dans les années 1980.
En 1970 l'université commence son déplacement sur le site de Dorigny, à Écublens, sur la côte lémanique. En 1971, l'école polytechnique fédérale de Lausanne commença la construction des nouveaux bâtiments (inaugurés en 1978) sur le même site de Dorigny, à côté de l'université de Lausanne. Le site est desservi par la ligne de métro M1 du réseau des Transports publics de la région lausannoise à travers les stations UNIL-Chamberonne, UNIL-Mouline et UNIL-Sorge depuis 1991.
En 1981, le professeur Paul-Émile Pilet commande au peintre Charles Meystre un ensemble de 14 peintures pour l’amphithéâtre du bâtiment de biologie à Dorigny.
L'UNIL et l'EPFL disposent d'un centre sportif et nautique commun, au bord du lac Léman, qui permet la pratique d'activités.
Le centre de Dorigny possède de nombreux espaces verts. Depuis les années 1990, le choix a été fait d'utiliser des moutons plutôt que des tondeuses pour couper l'herbe. Ces moutons sont devenus emblématiques de l'université : on les retrouve notamment dans des nombreux produits dérivés. Depuis son déplacement sur ce site, l'emblème de l'université est le chêne de Napoléon, arbre planté sur le site à la fin du XVIIIe siècle par un membre de la famille de Loys,[source insuffisante].
L'université de Lausanne occupe, en plus du campus principal de Dorigny, deux autres sites : 
- site du centre hospitalier universitaire vaudois (quartier du Bugnon), site principal de la faculté de biologie et de médecine ;
- site d'Épalinges : le centre d'immunité et infection Lausanne (CIIL) regroupant notamment le Département d'immunobiologie et le centre Ludwig de l'Université de Lausanne pour la recherche sur le cancer.

Le campus de Dorigny est depuis en évolution, et de nombreuses constructions sont venues se greffer sur le campus[source secondaire nécessaire].

## Bibliothèques et culture
La bibliothèque cantonale et universitaire de Lausanne (BCU) est une institution publique à vocation patrimoniale, culturelle et scientifique. Dépendant du service des affaires culturelles, elle est à la fois destinée à la communauté universitaire ainsi qu’au grand public vaudois. Elle détient la production documentaire touchant le canton de Vaud.
L'Université dispose aussi d'un service culture et médiation scientifique, qui propose des événements culturels et des activités scientifiques pour le grand public dans le cadre du laboratoire "L'éprouvette".

## Presse
L'université de Lausanne publie Uniscope, le magazine mensuel gratuit du campus de l'UNIL, et Allez savoir !, le magazine grand public de l'université, publié trois fois par année.
En dehors de ces médias qui sont la voix de l'institution, L'auditoire est le journal des étudiants (de l'UNIL et de l'EPFL) ; rédigé par ceux-ci, le journal est tiré à quelque 19 000 exemplaires disponibles en libre accès.

## Place des femmes
Marie Feyler, est la première femme vaudoise diplômée de la Faculté de médecine de Lausanne en 1904 et l'une des premières étudiantes de cette faculté.

## Personnalités liées à l'université

### Enseignants
- Francesco Alberoni (1929-2023)
- Jean Barbeyrac (1674-1744)
- Étienne Barilier (1947-)
- Théodore de Bèze (1519-1605)
- André Bonnard (1888-1959)
- Dominique Bourg (1953-)
- Jean-Pierre de Crousaz (1663-1750)
- François-Alphonse Forel (1841-1912)
- Elie Gagnebin (1891-1949)
- Stéphane Garelli
- Conrad Gessner (1516-1565)
- Pierre Gilliard (1879-1962)
- Marcel Grandjean (1930-)
- Erna Hamburger (1911-1988)
- Hans Ulrich Jost (1940-)
- Jean-Christian Lambelet (1938-)
- Élie Merlat (1634-1705)
- Vilfredo Pareto (1848-1923)
- René Prêtre (1957-)
- Jean-Bernard Racine (1940-)
- Rodolphe Archibald Reiss (1875-1929)
- Sainte-Beuve (1837-1838)
- Suzette Sandoz (1942-)
- Pierre de Senarclens (1942-)
- Julia Steinberger (1974-)
- Thomas Römer (1955-)
- César Roux (1857-1934)
- Pierre Viret (1511-1571)
- Léon Walras (1834-1910)
- Ernest Wilczek (1862-1948)

### Prix Nobel
Depuis 1901, date de sa création par Alfred Nobel, sept de ses lauréats peuvent être mis en relation avec l'université de Lausanne :
- Hans Fischer, lauréat du prix Nobel de chimie en 1930 ;
- Corneille Jean François Heymans, lauréat du prix Nobel de médecine en 1938 ;
- Walter Rudolf Hess, lauréat du prix Nobel de médecine en 1949 ;
- Rolf M. Zinkernagel, lauréat du prix Nobel de médecine conjointement avec Peter C. Doherty en 1996 ;
- Ahmed H. Zewail, lauréat du prix Nobel de chimie en 1999 ;
- Jean Tirole, lauréat du prix Nobel d'économie en 2014 ;
- Jacques Dubochet, lauréat du prix Nobel de chimie conjointement avec Joachim Frank et Richard Henderson en 2017[27].

### Étudiants
- Louis Agassiz (1807-1873), zoologiste, ichtyologiste et géologue
- Andres Vassilis Andrekson (Stress), rappeur suisse
- Raphaël Aubert, écrivain suisse
- Bastian Baker, chanteur suisse
- Mario Benzing (1896-1958), écrivain
- Nicolas Bideau, chef de la Section Cinéma à l'Office fédéral de la culture puis directeur de Présence Suisse
- Joseph Blatter, ancien président de la FIFA
- Pierre du Bois de Dunilac, écrivain et politologue suisse
- Benjamin Carrard, ministre protestant vaudois
- Catherine Colomb, romancière
- Michel Contat, écrivain, chercheur et journaliste
- Anne-Laure Couchepin Vouilloz, femme politique, présidente de la ville de Martigny (Valais)
- François Couchepin, homme politique, ancien chancelier de la Confédération suisse
- Pascal Couchepin, homme politique, Conseiller fédéral et président de la Confédération suisse en 2003 et 2008
- Gilbert Coutaz, directeur d'archives et historien
- Jean-Pascal Delamuraz (1936-1998), homme politique, conseiller fédéral et président de la Confédération suisse en 1989 et 1996
- Daniel-Henri Druey (1799-1855), homme politique suisse, Conseiller fédéral (de 1848 à 1855)
- Hans Fischer (1881-1945), chimiste spécialisé en chimie organique et lauréat du prix Nobel de chimie en 1930
- Laurent Flutsch, archéologue et humoriste suisse, directeur du Musée romain de Lausanne-Vidy
- Senedu Gebru, femme politique éthiopienne
- Vera Gedroitz (1870-1932), médecin, chirurgienne russe
- Blaise Goetschin (1957 - ), directeur général de la Banque cantonale de Genève
- Adèle Thorens Goumaz, coprésidente du Parti écologiste suisse
- Henri Guisan (1874-1960), général, commandant en chef de l'armée suisse
- Philippe Jaccottet, poète et écrivain
- Yvette Jaggi, femme politique qui fut notamment syndique de Lausanne (de 1990 à 1998)
- Marie Feyler, première femme vaudoise diplômée de la Faculté de médecine de Lausanne en 1904 et l'une des premières étudiantes de cette faculté[25].
- Éva Jakab Tóth, médaille d'argent du CNRS
- Christophe Keckeis, premier chef de l'armée suisse (de 2004 à 2007)
- Catherine Kousmine (1904-1992)
- Elfriede Lauckner, peintre expressionniste allemande.
- Daniel Maggetti, écrivain et professeur de littérature
- Pierre-Yves Maillard, homme politique et conseiller d'État vaudois
- Yann Marguet, humoriste et chroniqueur radio
- Jean Martin (1940-), médecin cantonal
- Benito Mussolini (1883-1945) y suit des cours à la Faculté de sciences sociales et politiques.
- Claude Nicollier, spationaute
- Bertrand Piccard, psychiatre et aérostier suisse
- Jacques Poos (1935-2022), personnalité politique luxembourgeoise
- Gaspard Proust, (1976-), acteur et humoriste
- Rama IX (1950-2016), le roi Bhumibol Adulyadej, souverain de Thaïlande jusqu'en 2016
- Charles-Ferdinand Ramuz (1878-1947), écrivain et poète suisse
- Rodolphe Archibald Reiss (1875-1929), pionnier dans le domaine de la police scientifique et de la criminalistique moderne, fondateur du premier institut de police scientifique, aujourd'hui École des sciences criminelles de l'Université de Lausanne
- Mathias Reynard, homme politique, conseiller national
- Édouard Rod (1857-1910), écrivain et universitaire suisse
- Gustave Roud (1897-1976), écrivain, poète et photographe suisse
- Freidoune Sahebjam (1933-2008), journaliste et écrivain iranien
- Monique Saint-Hélier (1895-1955), romancière suisse
- Géraldine Savary, femme politique, conseillère nationale (de 2003 à 2007) puis conseillère aux États (depuis 2007)
- Jonas Savimbi, fondateur de l'UNITA (Angola)
- Roger Schütz dit « frère Roger » (1915-2005), fondateur de la communauté de Taizé
- Alexandre Yersin (1863-1943) qui bactériologiste, a notamment découvert le bacille de la peste (Yersinia pestis)
- Valentine Sergo (1969-), dramaturge, metteuse en scène et comédienne suisse.

## Associations étudiantes
L'université de Lausanne compte en son sein de nombreuses associations d'étudiants. Entre les années vingt et septante (1926-1971), les étudiants étaient organisés dans l'Association générale des étudiants de l'université de Lausanne.

## Sports
Le développement du sport universitaire à Lausanne s’est fait de manière très progressive. Très tôt, déjà du temps de l’ancienne Académie de Lausanne, c’est-à-dire avant 1890, certaines activités telles que l’équitation, l’escrime et la gymnastique sont proposées aux étudiants mais les locaux sont encore externes à l'université. Une société de gymnastique des étudiants a par exemple été fondée en 1880. Dès 1886, existe un club nautique de l’université, et les sports de montagne font partie des activités estudiantines dès la Belle Époque. Si l’on donne parfois la date de 1912 comme véritable début des sports universitaires lausannois, attribuant ce développement au docteur Francis-Marius Messerli, il semble que le jubilé olympique de 1919 ait été une date charnière pour la reconnaissance du sport universitaire, toujours grâce à l’engagement du Dr Messerli.

## Controverses
Les controverses à l'Université de Lausanne présentées ici le sont selon l'écho médiatique et les mobilisations étudiantes qui les suivent.

### Doctorat honoris causa de Benito Mussolini
En 1937, l'Université de Lausanne décerne un doctorat honoris causa au dictateur fasciste Benito Mussolini. En 1936, la proposition d'honorer le dictateur italien rencontre une faible opposition dans l'institution académique, dont le conseil de l'École des sciences sociales et politiques vote favorablement l'attribution du titre. Un apprenti typographe d'une imprimerie locale découvre par hasard une épreuve imparfaite du doctorat, qu'il s'empresse de dévoiler au Parti socialiste. Plusieurs articles critiques sont publiés, vexant le Duce, qui pense renoncer au titre. Une délégation se rend en personne à Rome et remet officiellement le titre le 8 avril 1937.
Au cours des décennies suivantes, la mobilisation demandant le retrait du titre varie selon l'actualité. Par exemple, l'anniversaire de 450 ans de l'Université de Lausanne en 1987 remet le dossier sur le devant de la scène. À la suite du jubilé, des dossiers des publications visent à lever le voile sur la situation. En 2020, la Direction de l'Université de Lausanne souhaite revenir sur cette action et mandate un groupe de travail dont les conclusions sont publiées en 2022. Le groupe de travail attire notamment l'attention sur le fait que les bases légales en vigueur ne prévoient pas la possibilité du retrait d'un titre honorifique. Il propose donc d'adapter le cadre légal pour des situations futures. Il incite également à ne pas dissimuler la situation et à produire un travail mémoriel complet. La Direction déclare : « Plutôt que renier ou effacer cet épisode qui fait partie de son histoire, la Direction de l'UNIL veut qu'il serve d'avertissement permanent sur de possibles dérives idéologiques auxquelles toute personne, institution (...) ou société est exposée en tout temps. »,

### Affaire des «blackfaces» à la faculté de biologie et médecine
Le 12 avril 2019, des étudiants en 5ème année de médecine organisent une descente dans un amphithéâtre de 3ème année, pour y faire leurs adieux. Parmi eux, plusieurs sont déguisés en « Africains » (grimage noir de la peau, habits traditionnels, perruque afro) sur le modèle du « blackface », imitation stéréotypée des personnes noires.
Les faits sont dénoncés par l'Association des étudiants afro-descendants (AEA). La responsable de la communication contactée au moment des faits ne s'exprime pas sur le caractère raciste, estimant que « plus encore que maladroit, c'est carrément stupide », ajoutant qu'il «ne nous appartient pas de prendre position officiellement, car c'est une affaire d'étudiants exclusivement ».

### Harcèlement sexuel au travail et aux études
En novembre 2021, un audit signale des manquements de l'Université de Lausanne dans le traitement de deux affaires de harcèlement sexuel commis par deux membres du corps enseignant.
Fin 2022, une enquête de la Fondation pour la recherche en sciences sociales (FORS) montre qu'en cinq ans, 148 actes pénalement répréhensibles commis sur le campus ont été signalés, dont quatre viols. Cette étude rapporte notamment que les femmes sont les premières à souffrir de harcèlement au travail et aux études, témoignant d'un niveau de bien-être inférieur à celui des hommes. Proportionnellement à la taille des différents corps académiques, il y a un pourcentage plus important d'auteurs de harcèlement parmi les enseignants que parmi les étudiants. À la suite de cette enquête, un nouveau dispositif est annoncé pour entrer en vigueur en 2023.
En février 2023, le professeur Laurent Keller, biologiste spécialiste des fourmis, est licencié de l'Université de Lausanne après des accusations de harcèlement sexuel. L'Université a confié l'enquête à deux avocates externes membres du Collectif de défense, spécialisé dans les affaires de harcèlement sexuel. De son côté, le professeur mis en cause réfute toutes les accusations et signale déposer une action en dommage et intérêt contre l'Université de Lausanne.

### Mouvement étudiant en soutien au peuple Palestinien
Dans le cadre du mouvement étudiant propalestinien en 2024, le hall principal du bâtiment Géopolis est occupé du 2 au 16 mai 2024,. Le mouvement d'occupation et la Direction de l'Université, après de longues négociations, ont convenu d'un arrangement comprenant plusieurs engagements de la part de l'université, en échange de la levée de l'occupation. Parmi les engagements, la Direction a créé une cellule d'experts qui a pour mission d'évaluer les collaborations externes de l'institution « sous l'angle de l'éthique, de l'intégrité scientifique, du droit international et de la liberté académique ».
Le rapport complet est rendu public le 28 janvier 2025. Le groupe d'experts propose un dispositif d'évaluation des collaborations externes selon qu'elles sont institutionnelles, individuelles ou avec des partenaires privés. Le but est d'offrir aux chercheurs un accompagnement pour évaluer leur travail conformément à l'éthique et au droit international. Le mouvement étudiant réclame une application immédiate des recommandations.

Le 12 juin 2025, la Direction de l'Université de Lausanne annonce rompre ses deux accords avec l'Université hébraïque de Jérusalem (UHJ). Cette décision s'appuie sur un second rapport d'analyse des partenariats de l'UNIL. Dans un entretien, le recteur Frédéric Herman, justifie ainsi la décision : 
Parce que le positionnement des autorités de l’Université hébraïque de Jérusalem face aux enjeux juridiques et éthiques soulevés par la guerre actuelle à Gaza diverge avec l’engagement de l’UNIL. Nous constatons ces divergences sur trois plans: le respect du droit international, un engagement citoyen de l’UNIL, défini par sa charte, et une diligence raisonnable en matière d’assistance face à des violations graves de droits humains.

### Non-renouvellement du contrat du Professeur invité Joseph Daher
Fin janvier 2025, avant la rentrée académique, le professeur invité Joseph Daher, politologue spécialiste du Moyen-Orient et militant pour la paix en Syrie, apprend que son contrat de travail n'est pas renouvelé. La Direction de l'Université justifie ce non-renouvellement du fait du prêt avéré de son badge d'accès à une étudiante lors de l'occupation du bâtiment Géopolis en mai 2024. De son côté, l'enseignant dénonce une procédure politique et antisyndicale, affirmant avoir signé un contrat de travail qui ne lui a jamais été retourné.
Joseph Daher, soutenu par le SSP, annonce saisir la justice. Une première séance au Tribunal de Prud'hommes le 7 mars 2025 n'a débouché sur aucun arrangement entre les deux parties. Le 1er avril, une manifestation se tient sur le campus, lors de laquelle plusieurs pétitions demandant la réintégration du professeur sont remises à la Direction.

## Dans la culture populaire
- L'amour est un crime parfait est un film franco-suisse réalisé par Arnaud et Jean-Marie Larrieu dans lequel Mathieu Amalric interprète un professeur de littérature de l'université de Lausanne[51].

## Photographies

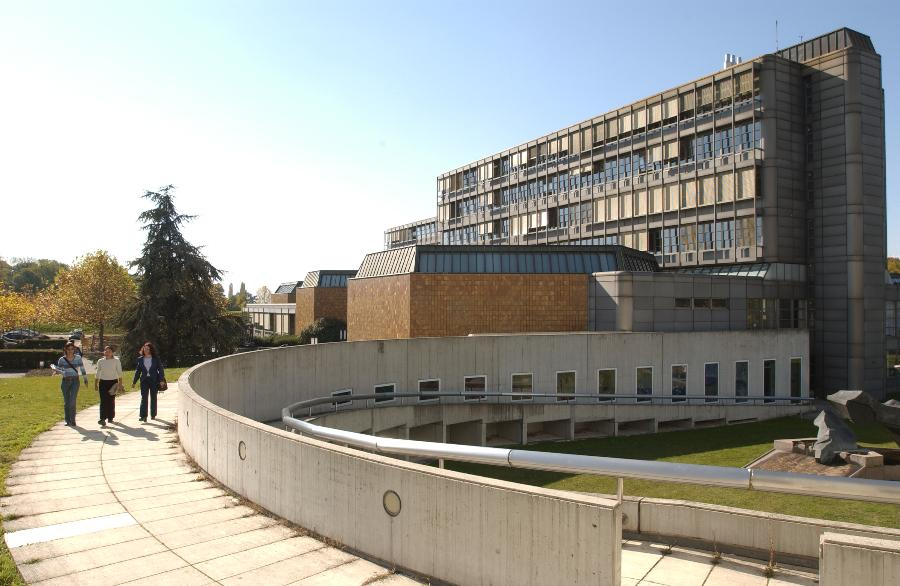
L'Internef, bâtiment principal de la faculté des hautes études commerciales (HEC Lausanne) et de la faculté de droit et des sciences criminelles, abrite notamment la bibliothèque de droit et sciences économiques (BDSE), un des trois sites de la bibliothèque cantonale et universitaire de Lausanne.
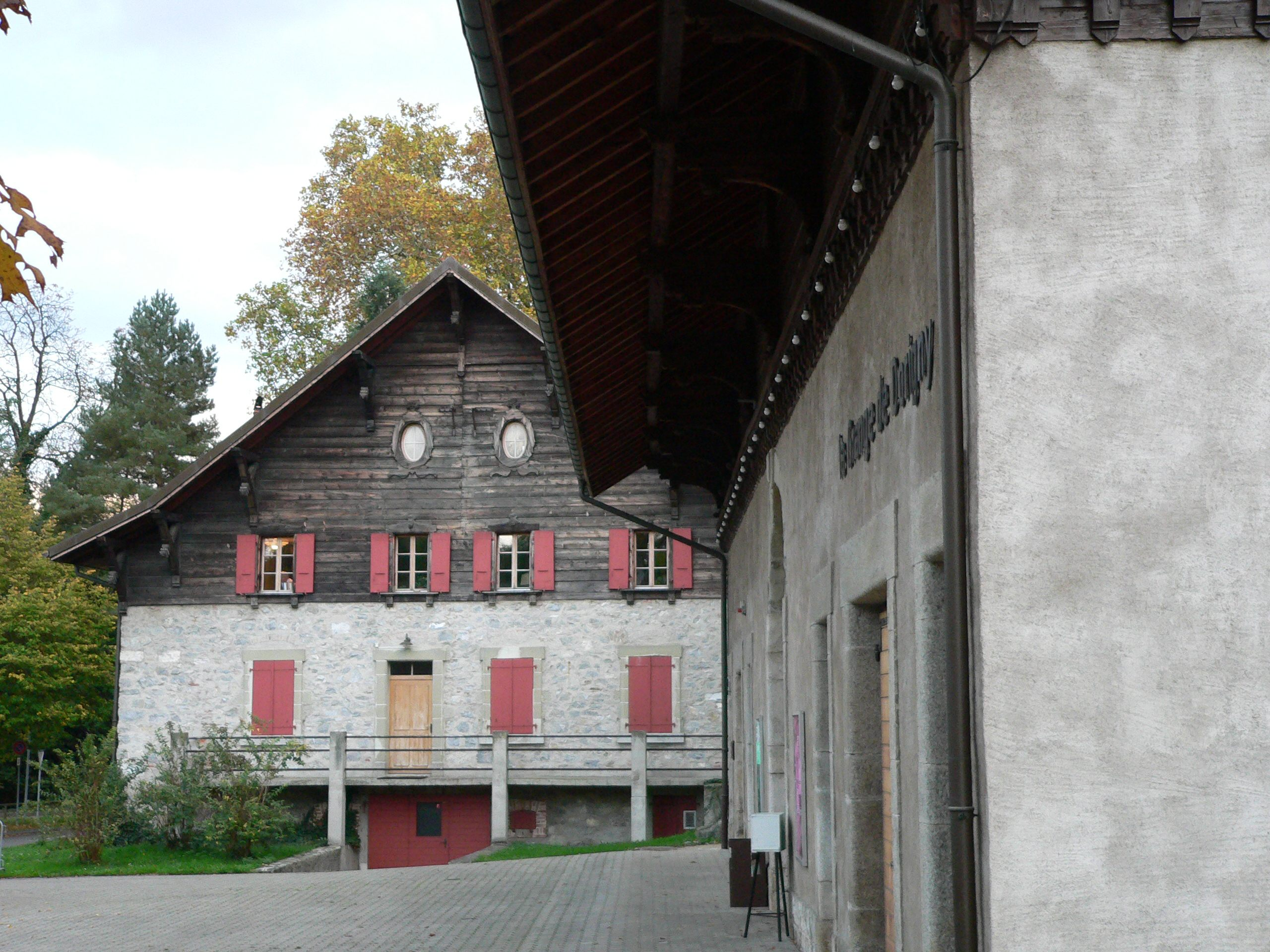
La grange de Dorigny (à droite) est le théâtre de l'université de Lausanne et la ferme de Dorigny (au second plan), qui abrite le siège de la fondation Jean-Monnet pour l'Europe.
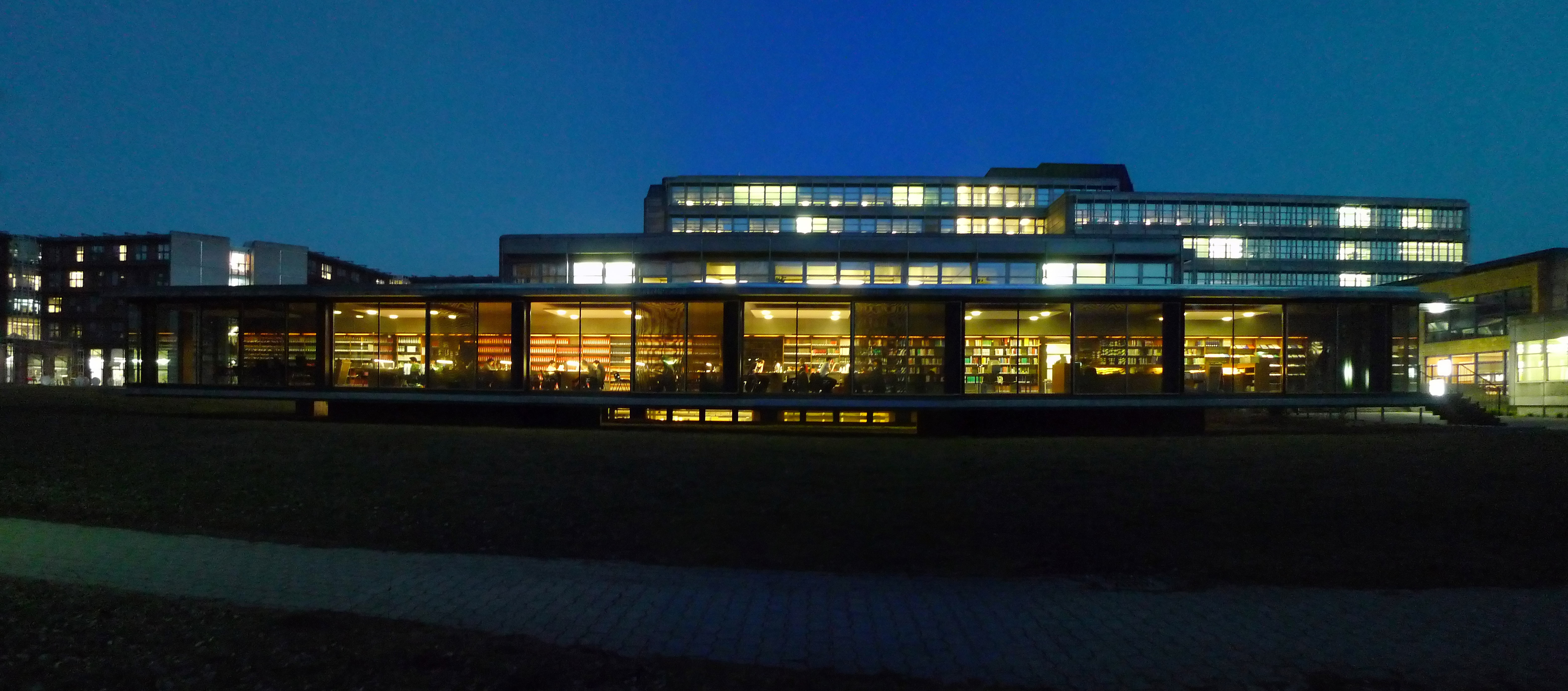
La bibliothèque Édouard Fleuret (au premier plan, devant l'Internef), réalisée par Inès Lamunière et Patrick Devanthéry.
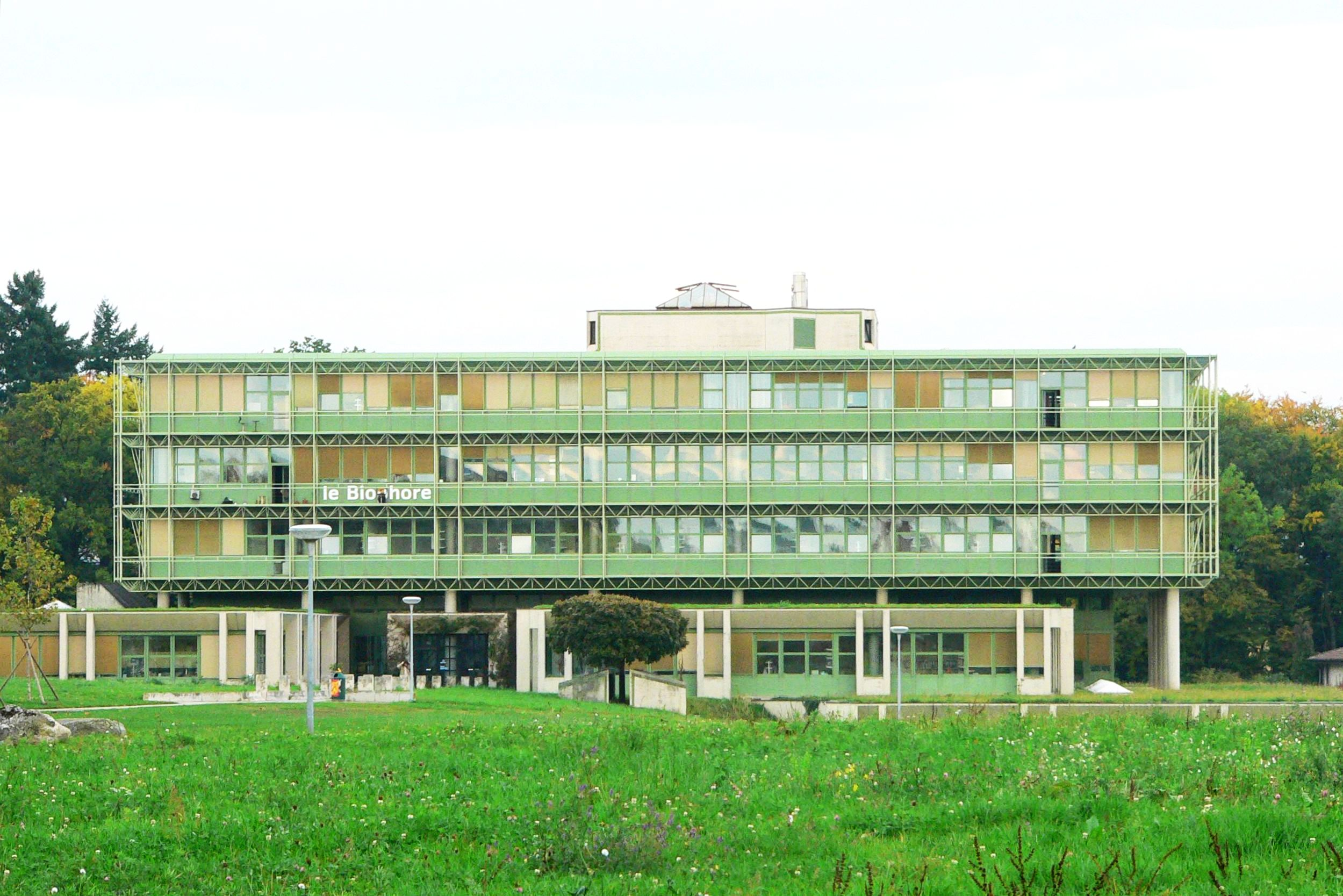
Le Biophore, bâtiment de biologie, inauguré en 1983.
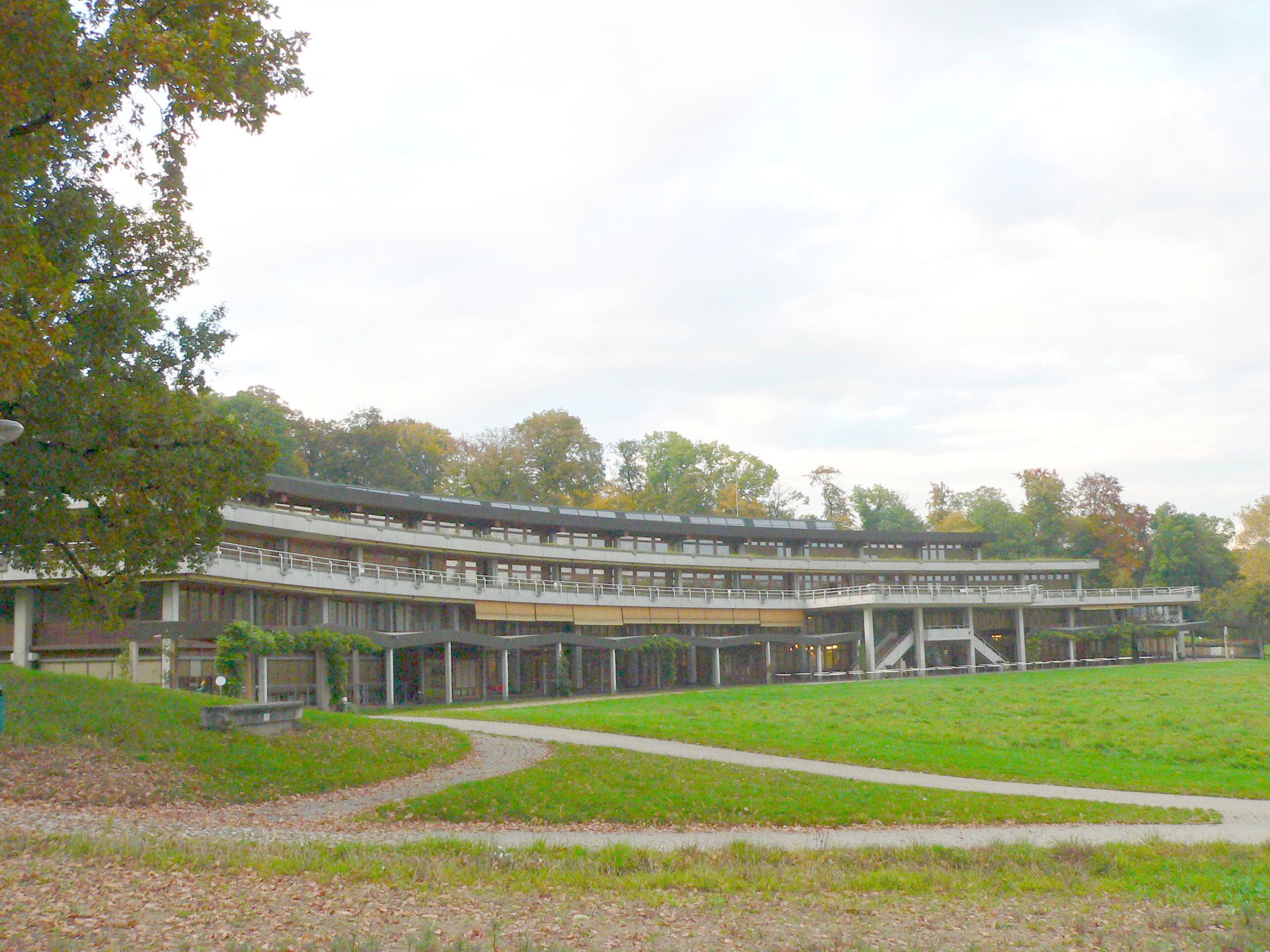
L'Unithèque, inauguré en 1982, abritant notamment un des trois sites de la bibliothèque cantonale et universitaire de Lausanne.
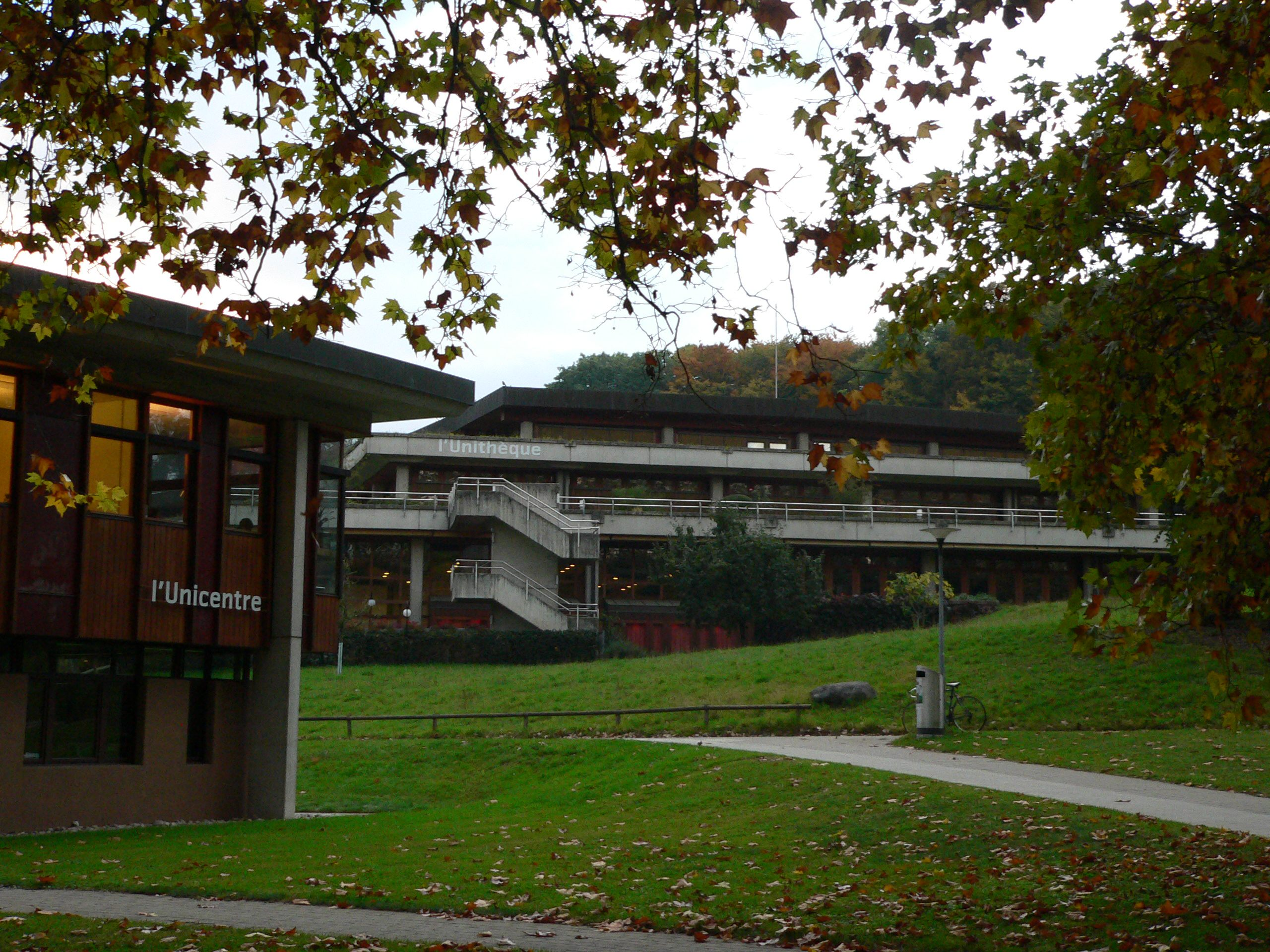
Les bâtiments Unithèque et Unicentre.
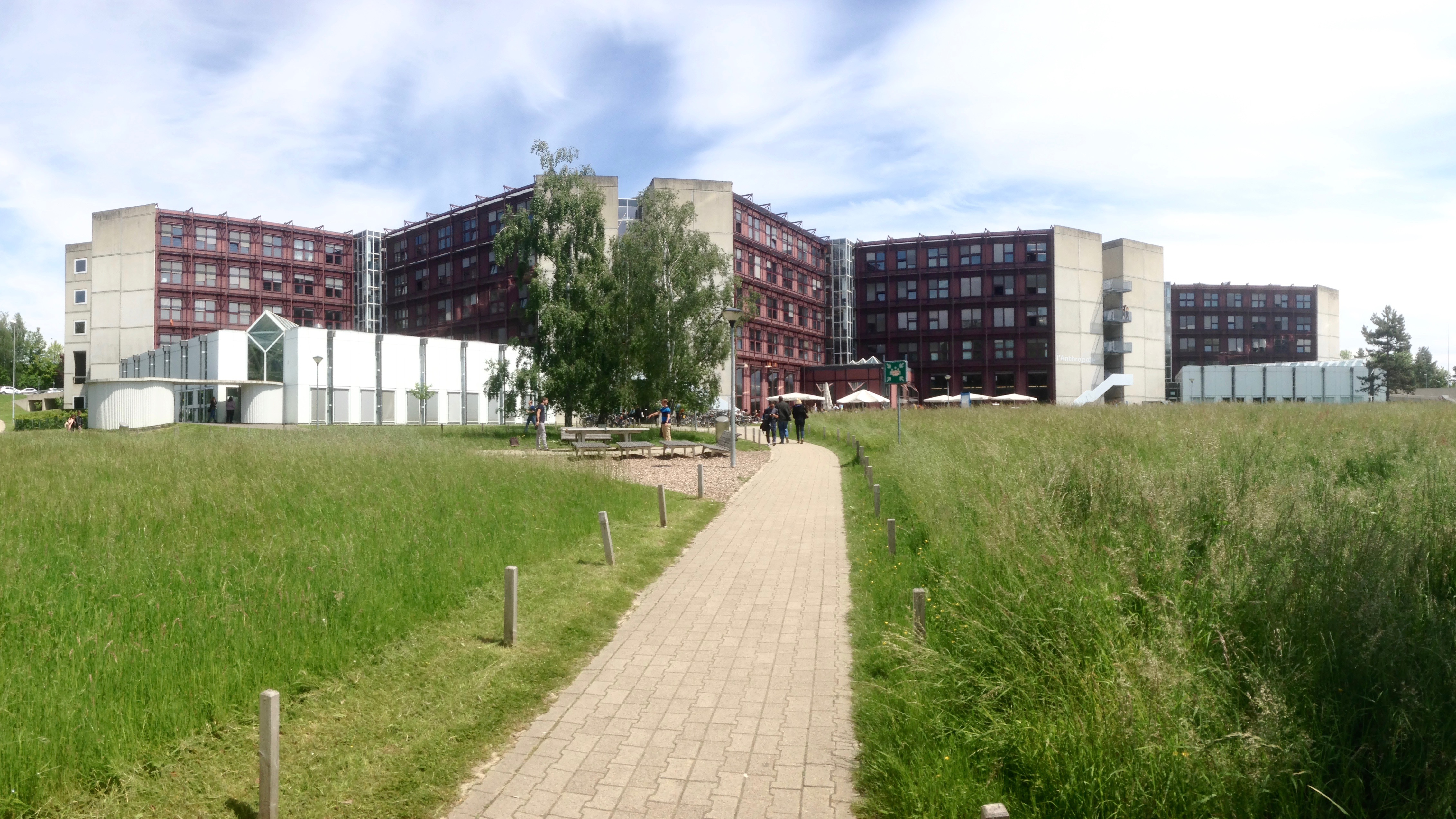
C'est à l'Anthropole que sont situées la faculté de théologie et de sciences des religions, faculté des lettres et le centre de langues.
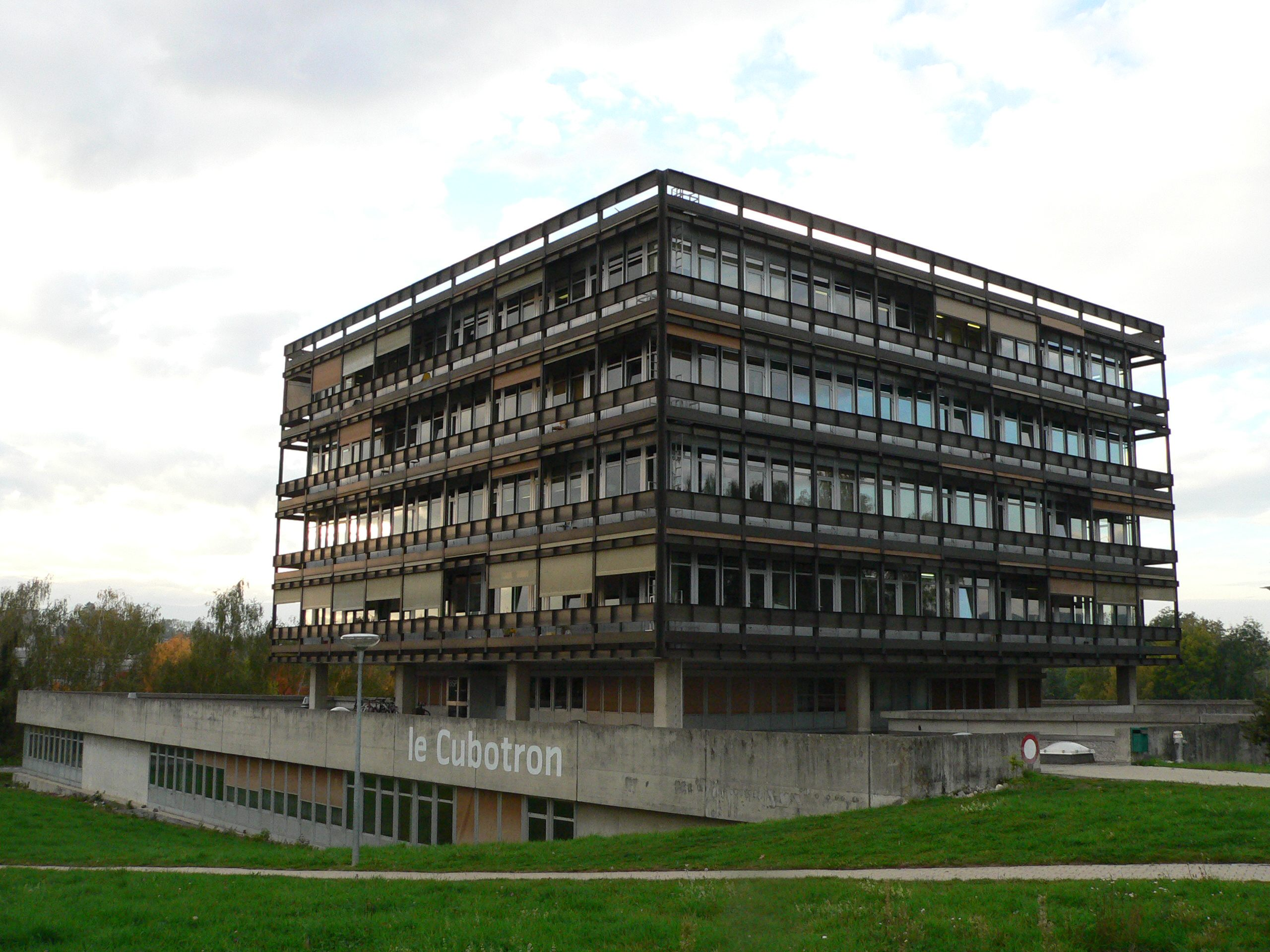
Le Cubotron.
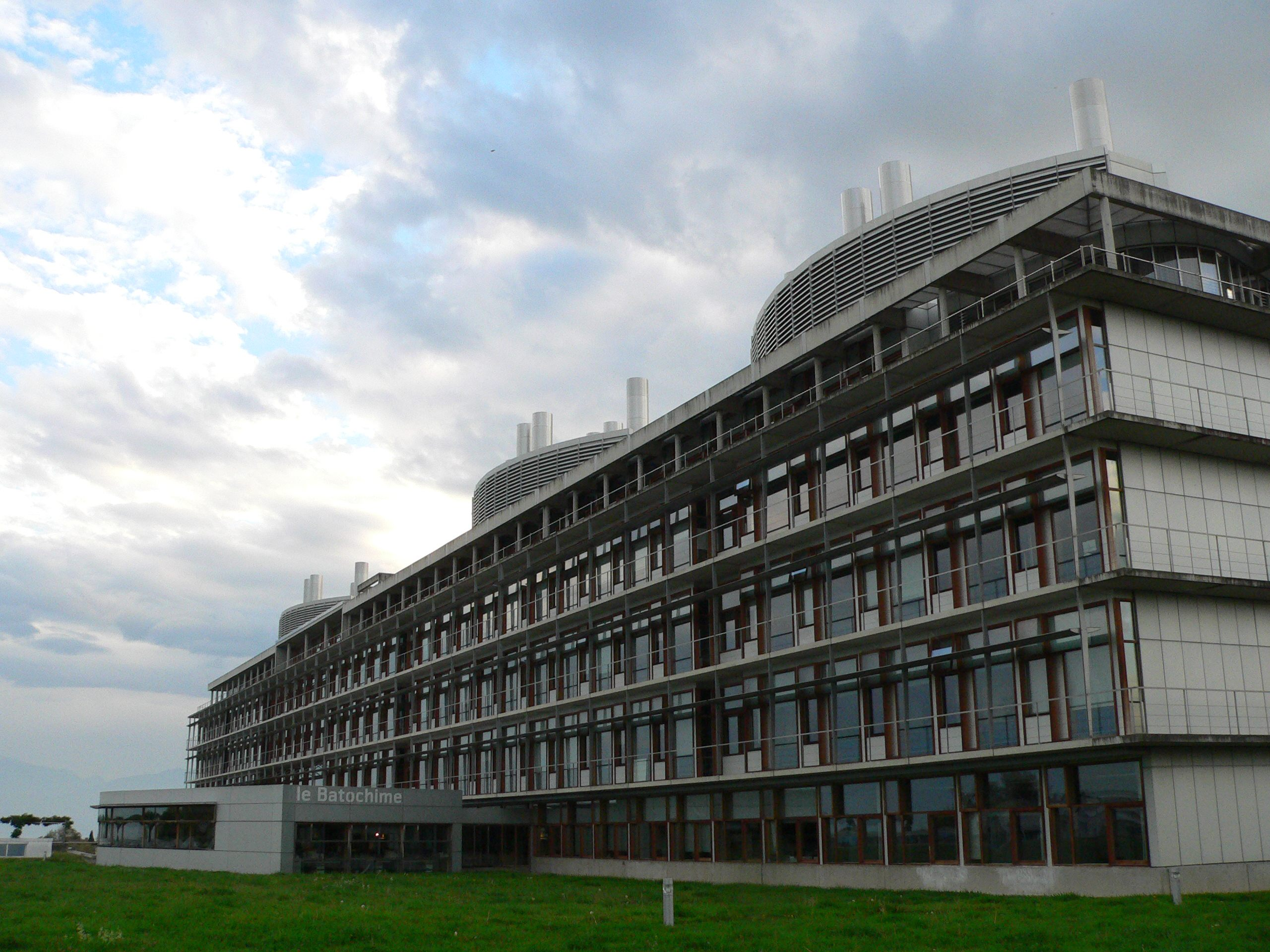
Le Batochime abrite notamment l’École de sciences criminelles et l'Institut de police scientifique.
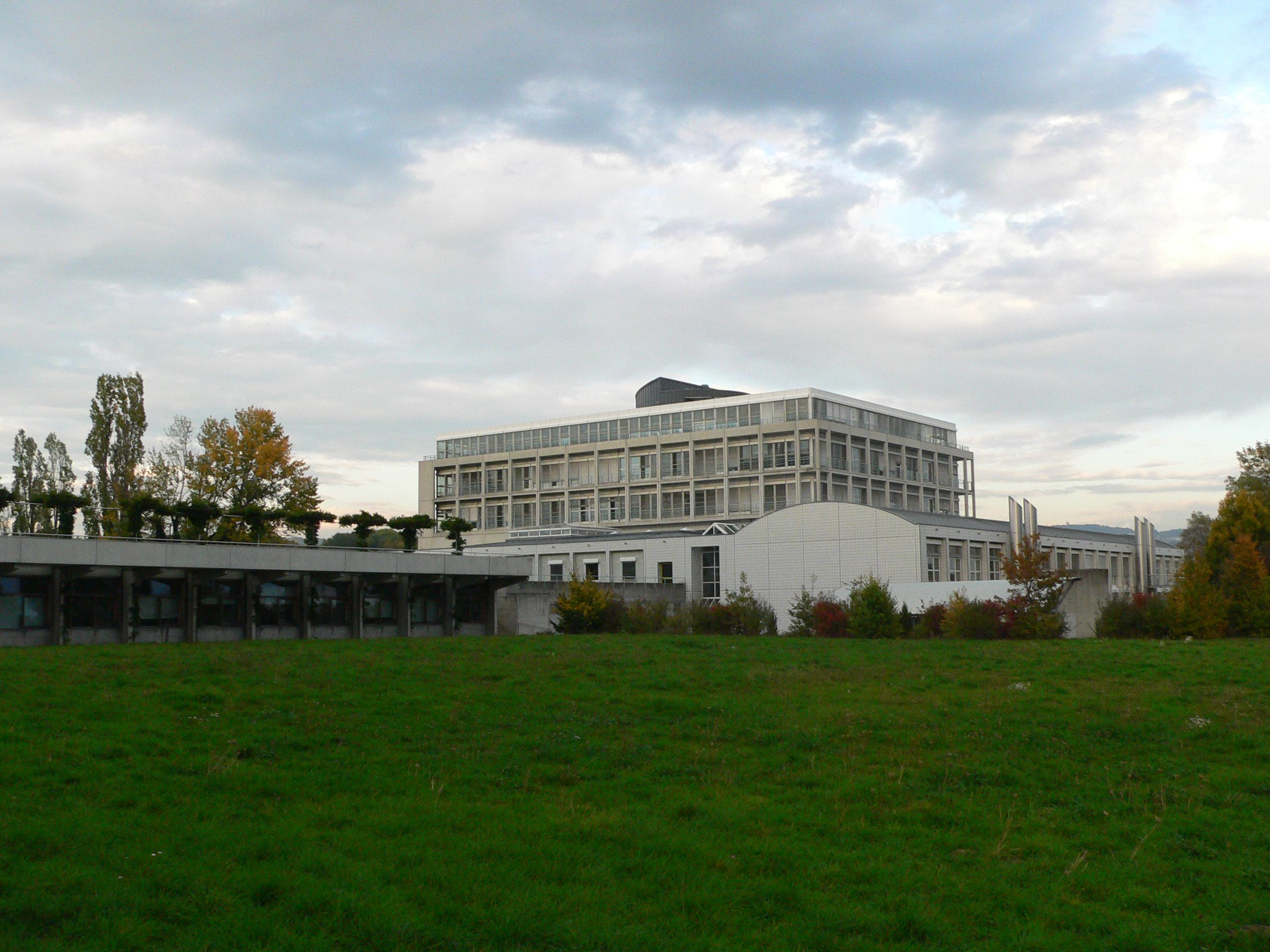
Le Génopode héberge le centre intégratif de génomique de l'UNIL et l'administration centrale de l'Institut suisse de bioinformatique.
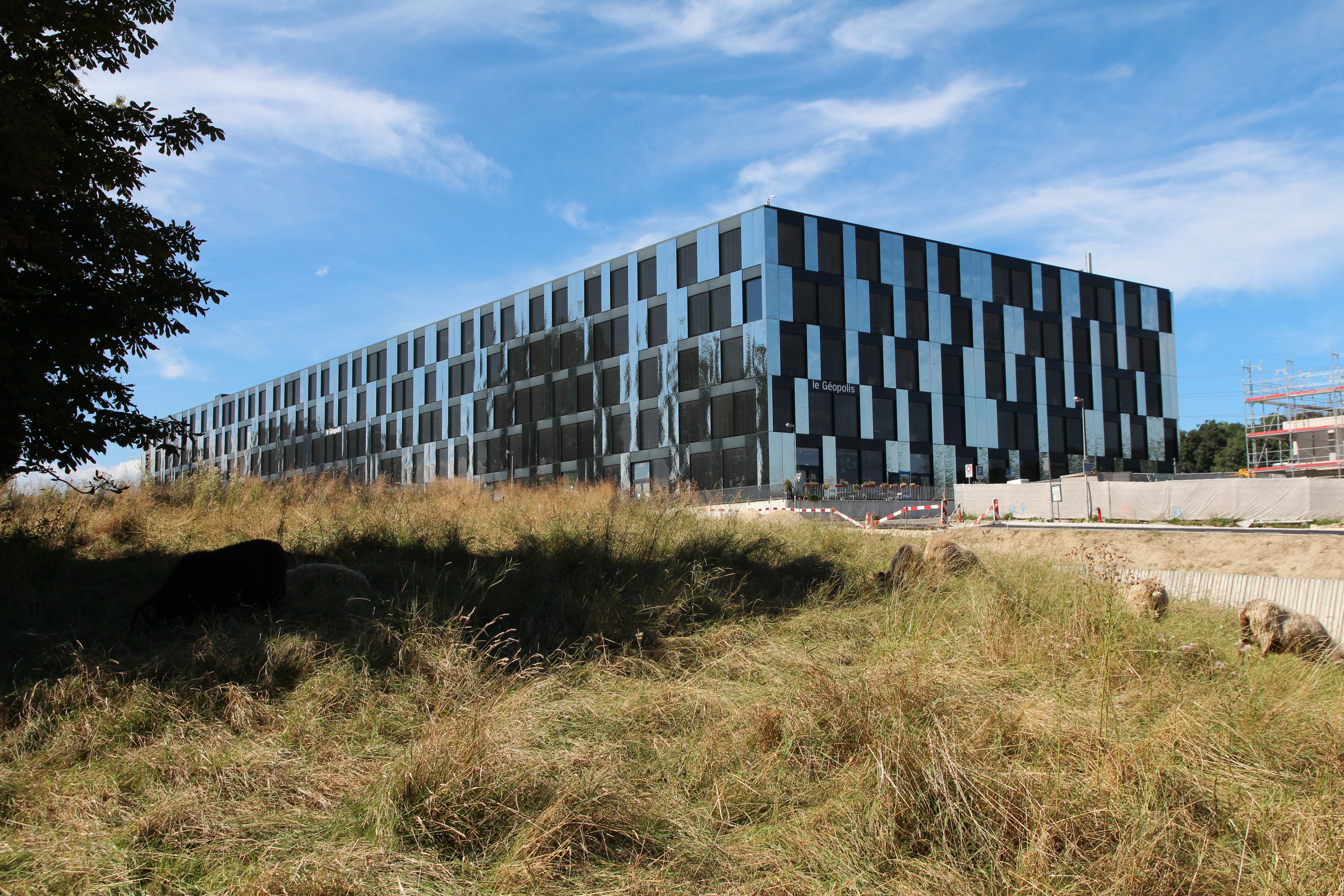
Bâtiment Géopolis : faculté des géosciences et de l'environnement et faculté des sciences sociales et politiques.
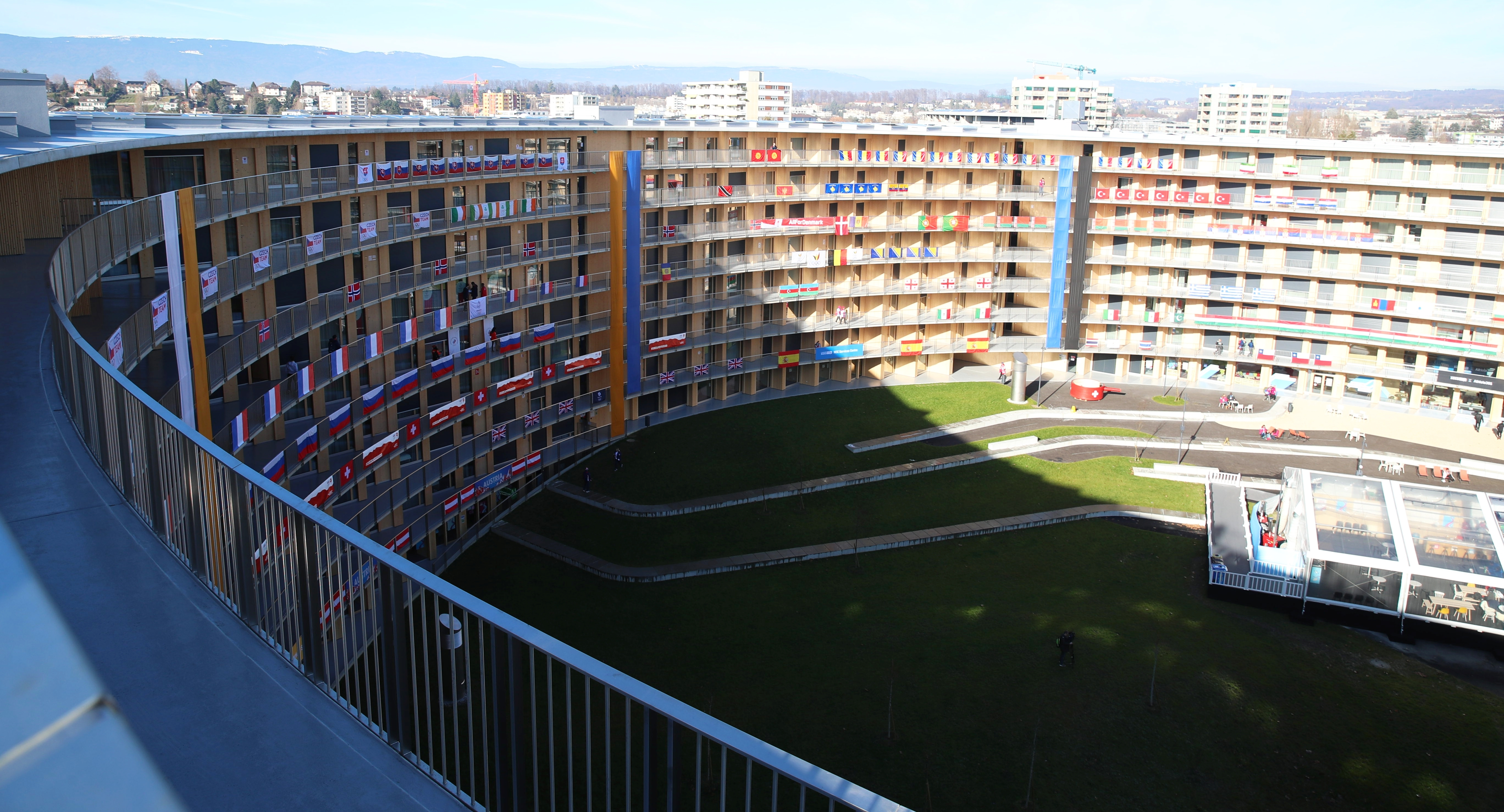
Le bâtiment circulaire « Vortex » est une grande maison d'étudiants sur le campus[36].